# Lexus
Lexus (giapponese: レクサス,?, Rekusasu) è la casa automobilistica di lusso giapponese appartenente al gruppo Toyota, fondata nel 1989 per la produzione di autoveicoli di fascia alta destinati, inizialmente, al mercato di lusso e premium statunitense per competere con i marchi Acura e Infiniti, fondati rispettivamente da Honda e Nissan, e con altri marchi come Audi, BMW e Mercedes-Benz.
Il successo dei modelli Lexus, caratterizzati da sempre dalla riconosciuta qualità, dall'innovazione tecnologica e dall'estrema affidabilità pluripremiata al vertice a livello mondiale, ha portato Toyota ad allargare il mercato di esportazione dai soli Stati Uniti, dove si è imposto in pochi anni come il maggior produttore di auto di lusso, a gran parte dei mercati mondiali: nel 2005 ha raggiunto anche il mercato interno giapponese, diventandone subito leader nella fascia premium.
La prima vettura della Casa è stata l'ammiraglia LS 400 (Luxury Sedan), frutto di un progetto iniziato nel 1983.
Nel 2021, per la nona volta consecutiva in 10 anni, Lexus ha ottenuto il primo posto nell'affidabilità generale secondo lo studio della società di analisi J.D. Power.

## Storia

### Le origini

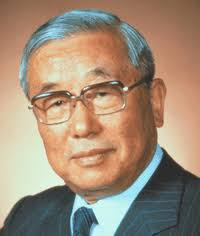
Eiji Toyoda - Fondatore di Lexus

Il progetto Lexus venne lanciato nel 1983 da Eiji Toyoda con un obiettivo completamente nuovo rispetto a quelli che erano stati i canoni tipici della produzione Toyota: creare automobili di alta gamma. Gli obiettivi erano molto ambiziosi: infatti non si prefiggevano di creare solo un nuovo modello o una nuova linea di modelli ma di creare un proprio marchio per il mercato delle auto di lusso attraverso la fondazione di una nuova casa automobilistica.
Il 2 gennaio 1988, dopo due anni di studio, il marchio Lexus venne presentato ufficialmente al Motor Show di Los Angeles. Nel maggio 1988 disponeva già di 70 concessionari propri negli USA.

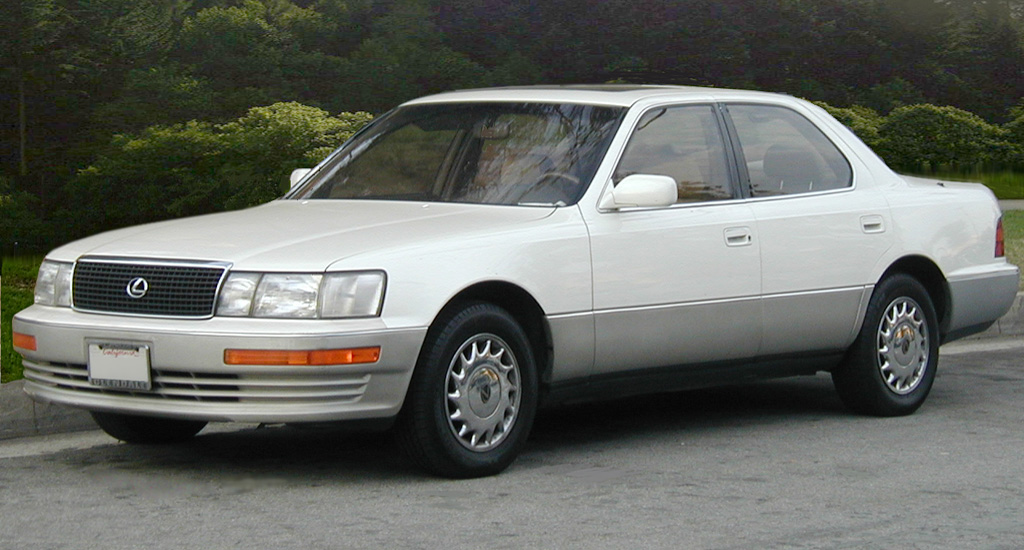
Lexus LS 400 del 1989

Nel 1987 venne avviata la fase produttiva e nel 1989 fu presentato il primo modello, la LS 400, che riscosse subito un enorme successo. La LS 400 fu equipaggiata con un potente e avanzato motore 4.0 litri V8 a trazione posteriore, appositamente studiato per questo modello e che rappresentò uno dei più elevati esempi del livello tecnologico e qualitativo dell'industria automobilistica giapponese. Furono utilizzate leghe d'alluminio leggero per mantenere basso il peso totale. L'ammiraglia giapponese è stata la prima auto al mondo a essere equipaggiata con un airbag per il conducente montato all'interno del volante, regolabile in altezza e profondità, e nel 1998 con il navigatore satellitare con schermo a colori di serie posto al centro della plancia. Iconico divenne il test pubblicitario del 1989 con il quale la Lexus, per mettere in evidenza la perfezione che aveva raggiunto, pose sul cofano della LS una piramide formata da 15 coppe da champagne senza che queste fossero sollecitate dalle vibrazioni dell'auto portata a 230 km/h su un banco prova.
Al Salone di Detroit, assieme alla LS, venne presentata la ES: berlina di rappresentanza caratterizzata dalla presenza di un propulsore da 2.5 litri V6 a trazione anteriore.
Nel 1991 venne lanciata la coupé SC e nel 1993 debuttò la berlina sportiva a trazione posteriore denominata GS. Nel 1996 venne lanciata la Lexus LX, il primo suv del brand giapponese, seguito due anni dopo dal primo suv medio al mondo: la Lexus RX.
Nel 1998, dopo soli 9 anni dall'inizio della commercializzazione, Lexus diventò la prima casa automobilistica per vendite nel segmento premium di riferimento USA.

### Nuovo millennio

#### L'era full hybrid e le sportive di lusso

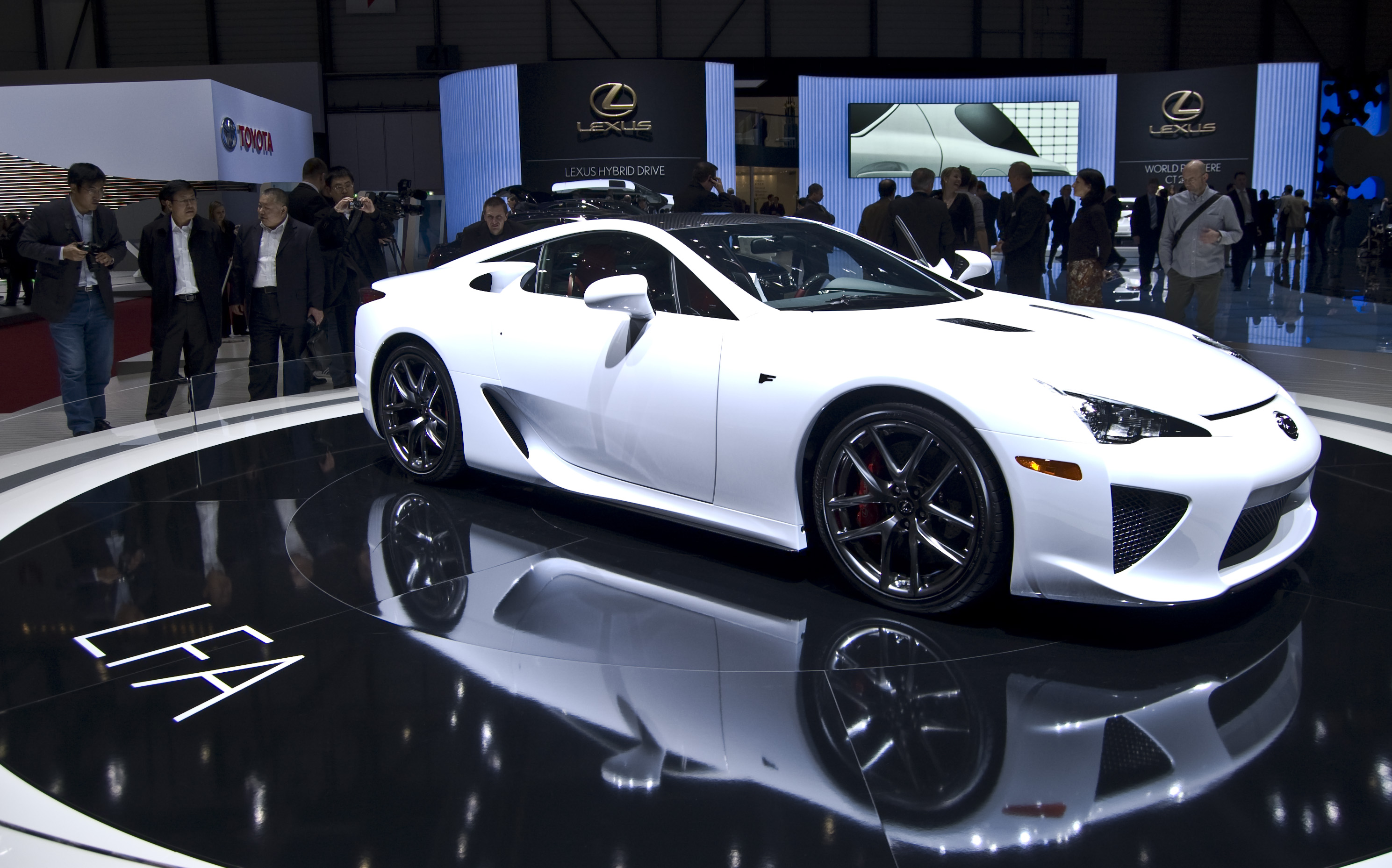
Lexus LFA

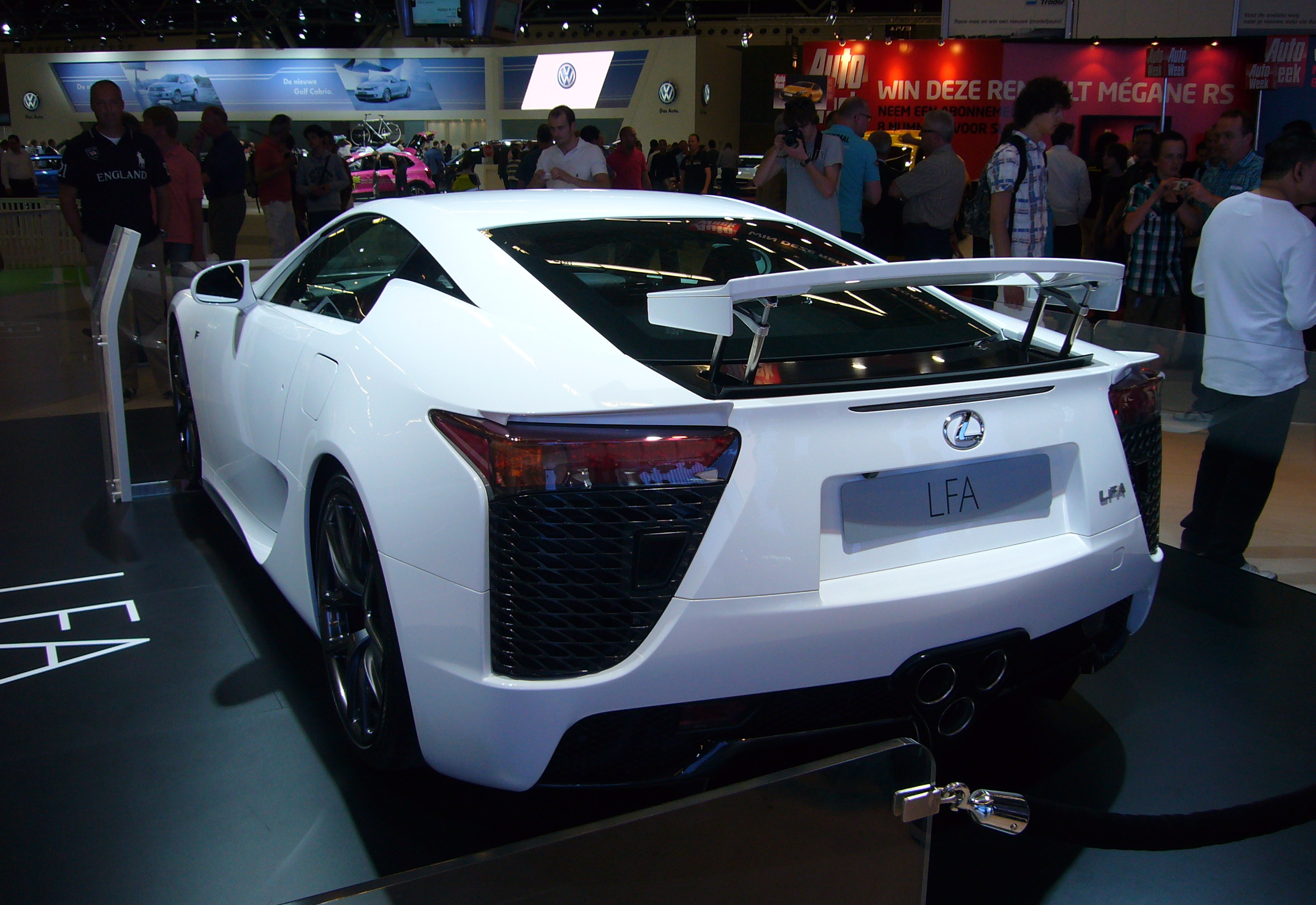
Lexus LFA

Nel 2005 fece la propria comparsa, nel panorama delle auto di lusso, la prima motorizzazione full hybrid a bordo del suv RX400h, tecnologia che negli anni seguenti venne applicata all'intera gamma Lexus andando ad affiancare, su alcuni modelli, le motorizzazioni tradizionali. La tecnologia full hybrid, della quale Lexus e la casa madre Toyota sono stati i pionieri, oltre a rappresentare nuovamente il livello di innovazione dell'industria giapponese, permise al marchio di diventare il riferimento nel panorama della mobilità sostenibile votata alla silenziosità, comodità e fluidità di marcia. 
Nel corso degli anni, Lexus ha aggiunto alla propria gamma sportive ad alte prestazioni facendo esordire, nel 2007, la divisione sportiva marchiata "F" con modelli sviluppati sulla pista del leggendario circuito Fuji Speedway.

Al Salone di Tokyo del 2009 venne presentata l'esclusiva supercar Lexus LFA, prodotta per soli due anni in 500 esemplari, dal costo di 300.000 euro, che vennero tutti pre-ordinati in meno di 3 mesi. Venne prodotta infine una serie limitata di 50 esemplari, denominata Nürburgring Edition, che sul celebre tracciato, nel 2011, fece segnare il tempo record di allora in 7:14.64. Nel 2021 all'asta ne venne venduta un esemplare al prezzo di 1.600.000 dollari.
La LFA vede ancora oggi il riconoscimento nell'opinione pubblica di avere il sound tra i migliori di sempre nell'intero panorama motoristico, sound dagli scarichi realizzato grazie alla collaborazione con Yamaha Corporation. Jeremy Clarkson, noto conduttore del programma TV Top Gear, ha definito la Lexus LFA come la migliore auto che abbia mai guidato.
Nel 2013 arrivò anche la IS 300h, il modello IS era l'unico della gamma ancora a non disporre della tecnologia Full-Hybrid. La vettura era spinta da un motore 4 cilindri di 2.494 centimetri cubici di cilindrata accoppiato a un motore elettrico con 143 cv di potenza, il che portava la potenza complessiva a ben 223 cv e consumi medi tra i 4,3-4,7L/100 km.
Nel 2014 iniziò la produzione della coupé sportiva Lexus RC, seguita da una versione ad alte prestazioni: la RC-F. Nel 2016 iniziò la produzione della gran turismo sportiva Lexus LC.

#### Lexus Electrified - 100% elettrico e idrogeno

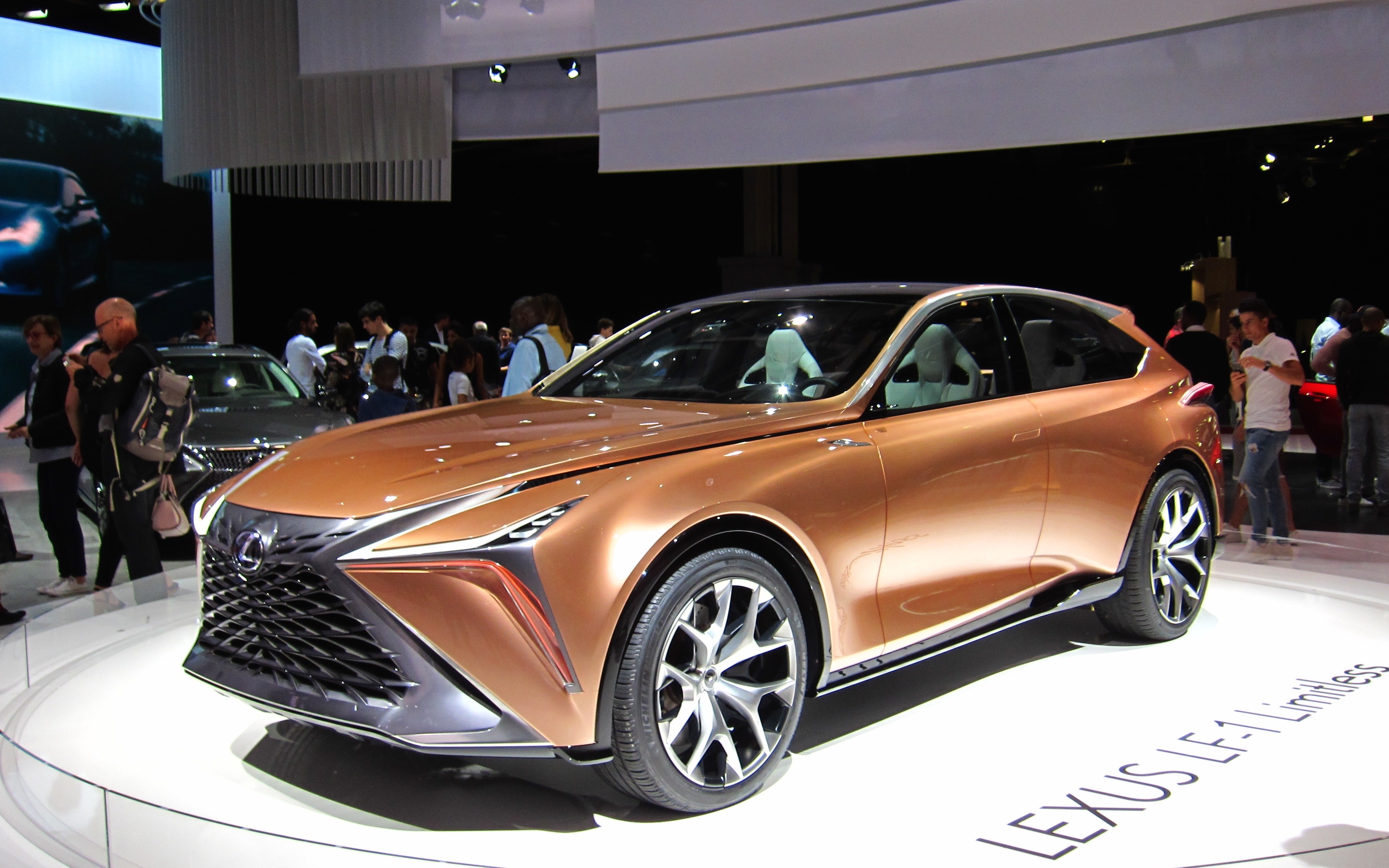
Lexus LF-1 Limitless Concept

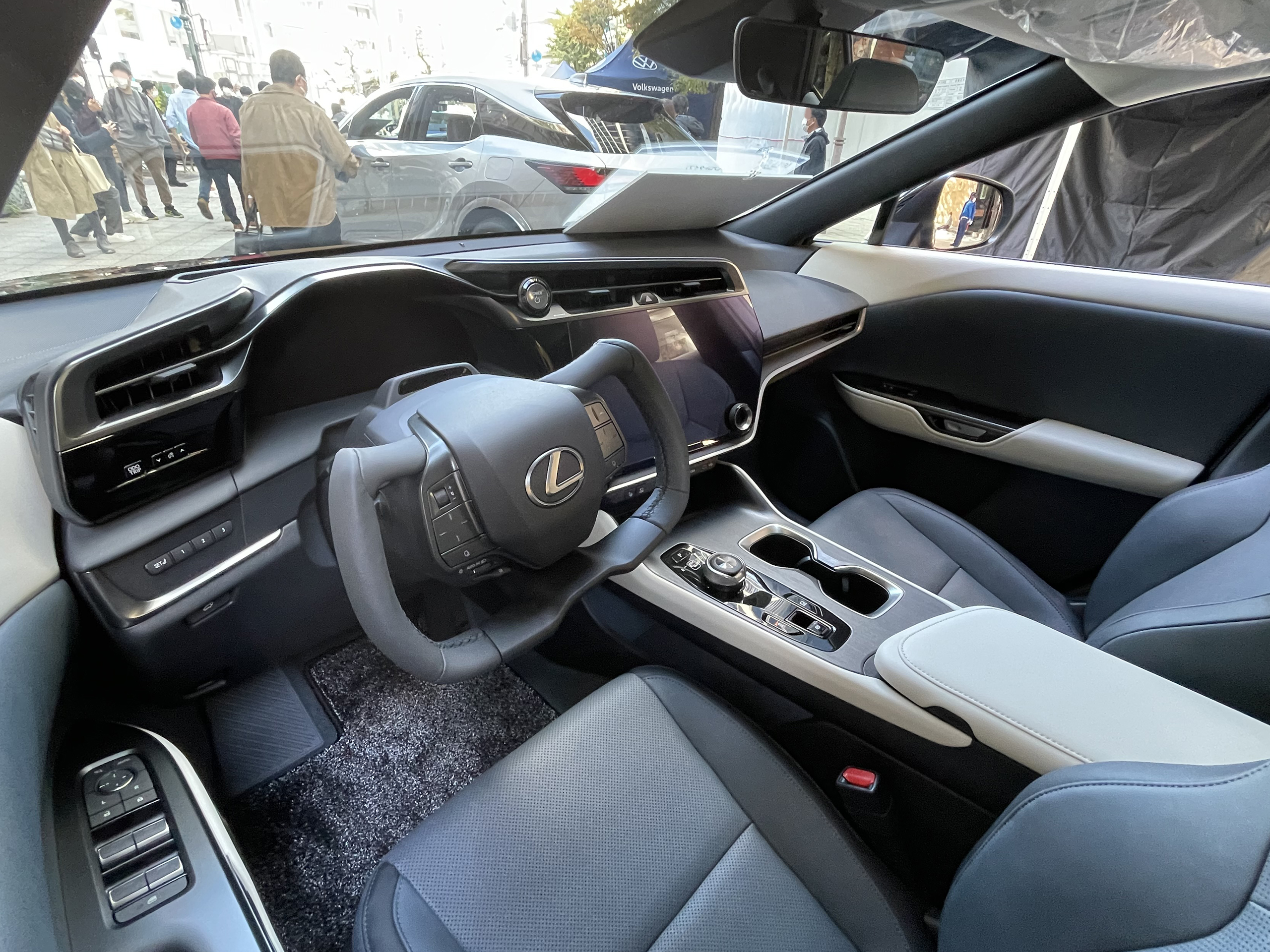
La cloche della Lexus RZ

Nel 2019, al salone cinese di Guangzhou, Lexus ha svelato il suo primo modello 100% elettrico: il crossover UX300e alimentato da un motore elettrico da 150 kW e 300 Nm di coppia quasi istantanea.
Il 14 dicembre 2021, in occasione della conferenza intitolata "Media Briefing on Battery EV Strategies”, il Presidente di Toyota Akio Toyoda ha annunciato per Lexus il lancio di quattro nuovi modelli elettrici con l'obiettivo di avere l'intera gamma con motorizzazione elettrica entro il 2030, puntando soprattutto allo sviluppo di soluzioni sostenibili a celle a combustibile e idrogeno.
Nel 2022 viene presentata la Lexus RZ, nuovo suv compatto e 100% elettrico caratterizzato per essere la prima auto di serie al mondo ad avere un innovativo volante a cloche abbinato a un sistema steer-by-wire. Lo sterzo lavora elettronicamente grazie a una centralina che invia gli input di sterzata direttamente alle ruote. La cloche ruota a destra o a sinistra di soli 150° permettendo di fare qualunque manovra senza staccare mai le mani.

## Caratteristiche peculiari

### Lavorazione artigianale
Fin dalla nascita del marchio i principali centri di produzione sono locati in Giappone, nelle regioni del Chūbu e del Kyūshū. Ogni singola vettura viene assemblata con precisione e attenzione al dettaglio da esperti artigiani "Takumi", ciascuno dei quali si dedica in maniera specifica a una fase della produzione per rendere ogni auto Lexus un esempio di artigianalità.
Lexus impiega pregiati legni e realizzazioni del famoso mastro vetraio Kiriko, oltre a collaborare con Yamaha nell'utilizzo di un processo di incisione al laser per la realizzazione degli interni. I pellami hanno cuciture lavorate a mano.

### Motorizzazioni full hybrid
I modelli Lexus utilizzano l'innovativa motorizzazione full hybrid i cui elementi principali sono tre:
- un motore termico a benzina a ciclo Atkinson che permette minori consumi e minori emissioni di inquinanti (soprattutto NOx rispetto al diesel);
- motori elettrici che lavorano da soli o insieme al motore termico
- batteria ibrida ad alta capacità

I tre elementi interagiscono tra loro grazie a un ingranaggio epicicloidale che li collega attraverso tre alberi rotanti eliminando frizione, convertitore di coppia, cinghie di trasmissione e altri elementi che nelle altre auto sono soggetti a usura, rottura e sostituzione.
Il sistema gestisce autonomamente l’attivazione di tutti i motori, sia singolarmente che in collaborazione per migliorare efficienza e consumi, e permette di recuperare parte dell'energia della frenata, che sarebbe altrimenti dispersa in calore. La batteria, oltre a essere ricaricata in fase di frenata, viene ricaricata dal motore termico stesso quando entra in funzione e per questo, a differenza delle auto elettriche e delle ibride plug-in, non è necessaria la ricarica attraverso la presa della corrente elettrica. 

## Modelli

### In produzione

#### Berline
- Lexus IS
- Lexus ES
- Lexus LS

#### Coupé
- Lexus RC
- Lexus LC

#### Crossover
- Lexus LBX
- Lexus UX
- Lexus RZ

#### SUV
- Lexus NX
- Lexus RX
- Lexus GX
- Lexus LX

#### Monovolume
- Lexus LM

### Fuori produzione
- Lexus CT
- Lexus GS
- Lexus LFA
- Lexus HS
- Lexus SC

## Galleria d'immagini

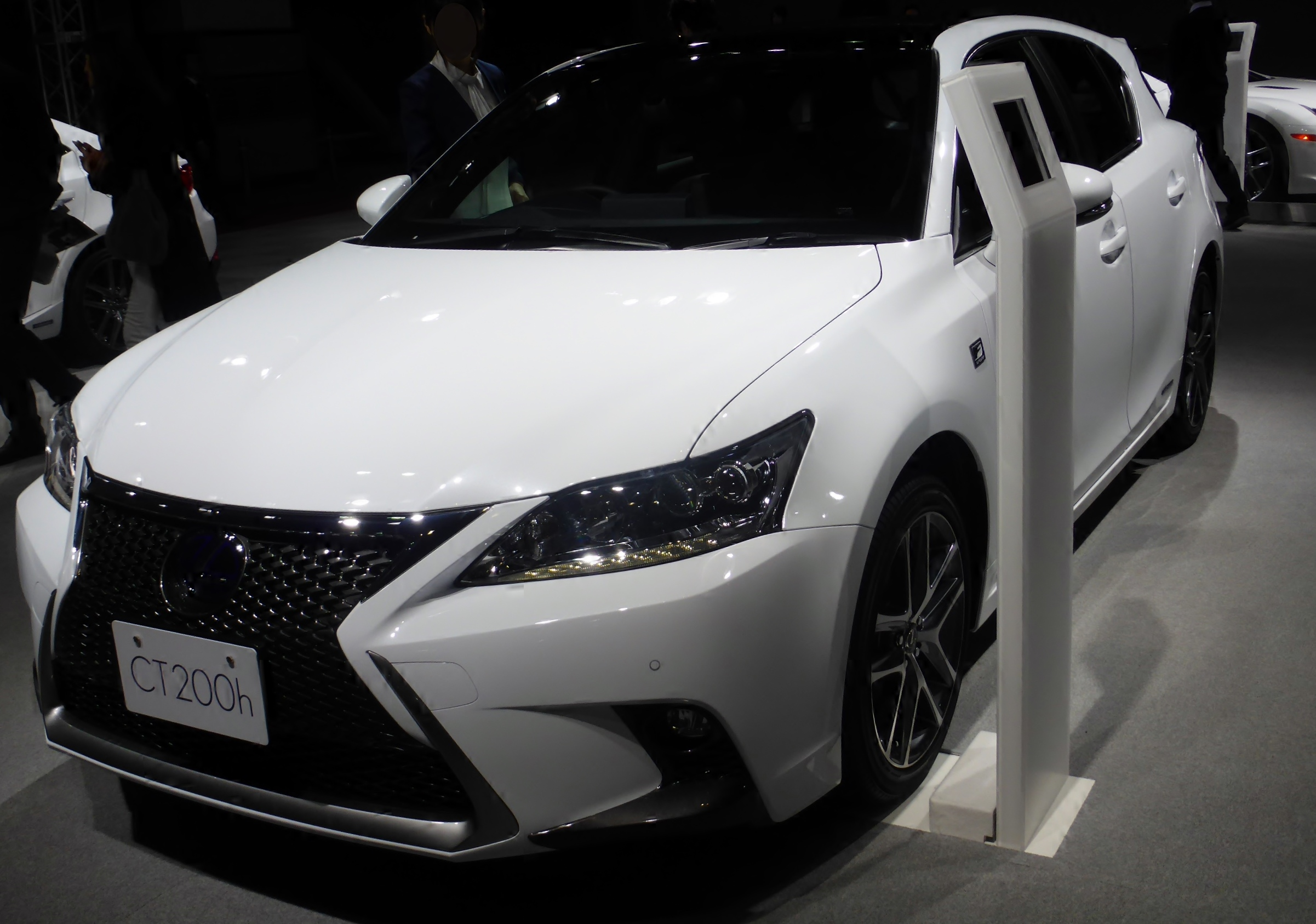
Lexus CT200h F-Sport del 2014
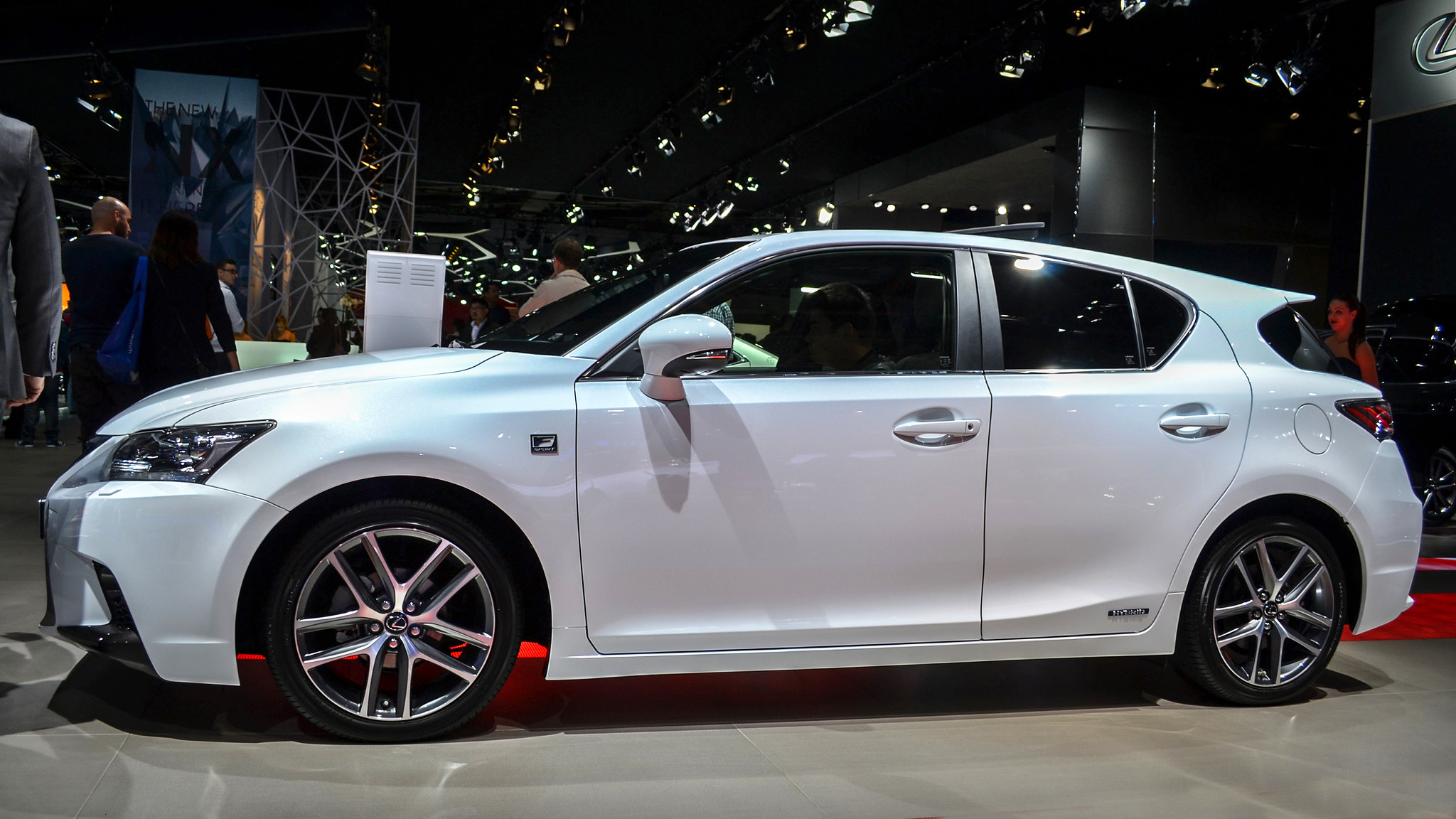
Lexus CT200h F-Sport del 2014
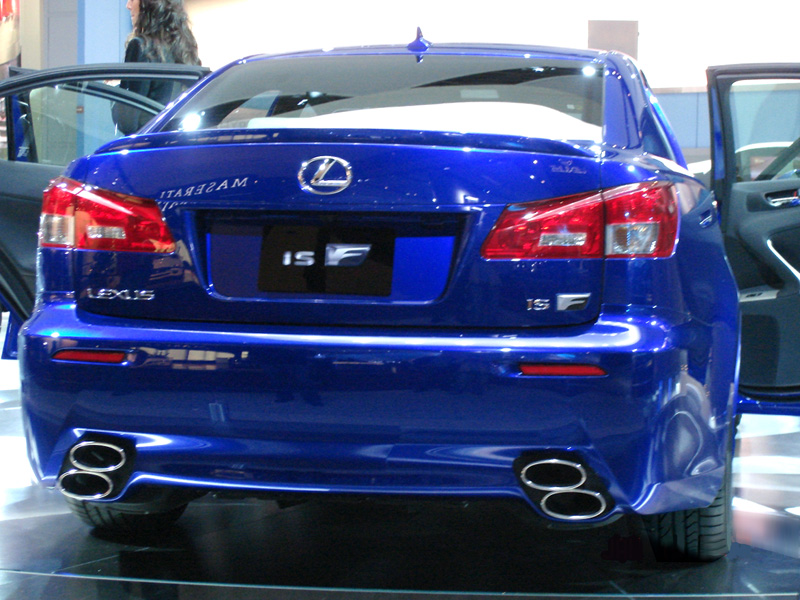
Lexus IS-F del 2008
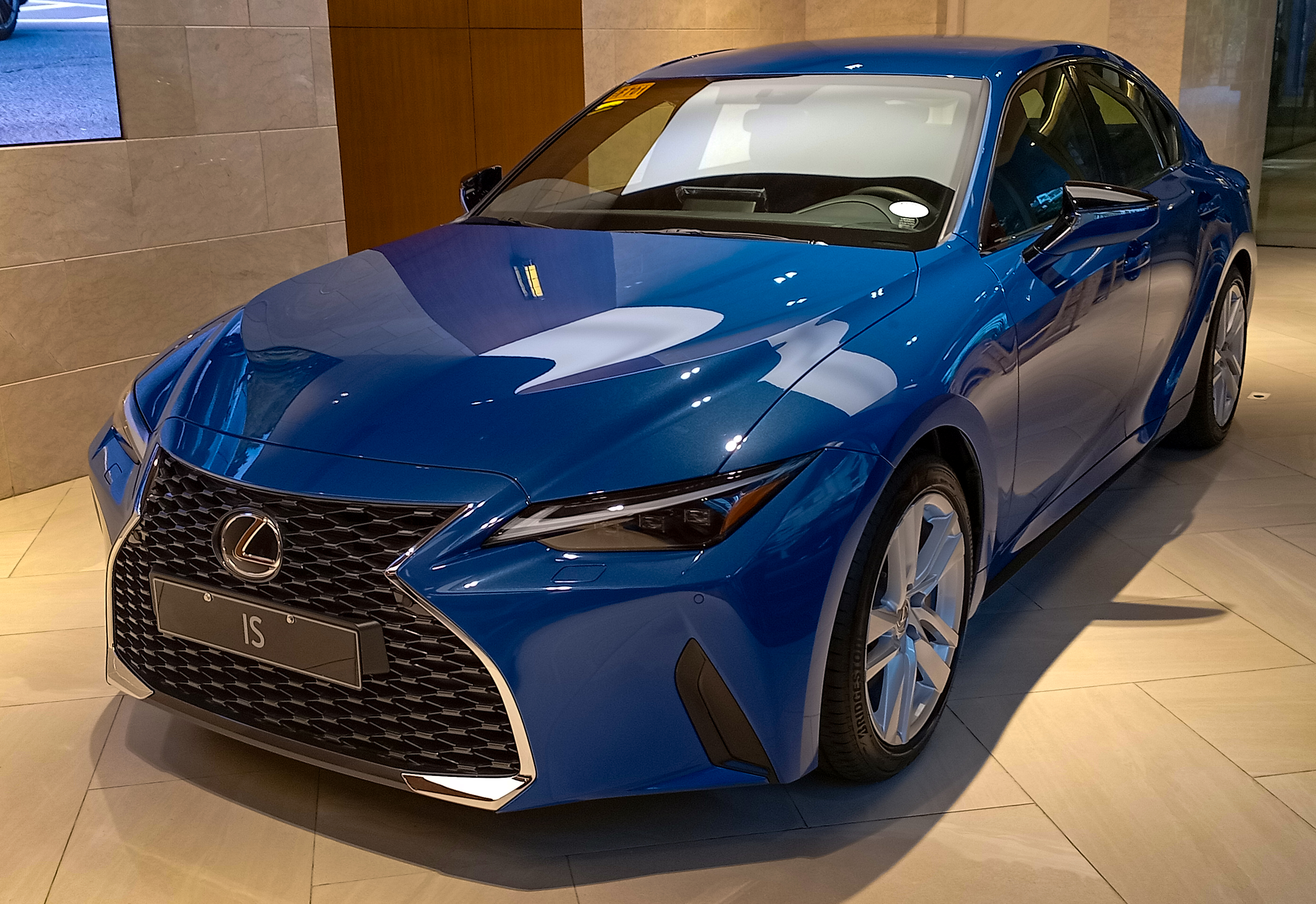
Lexus IS del 2024
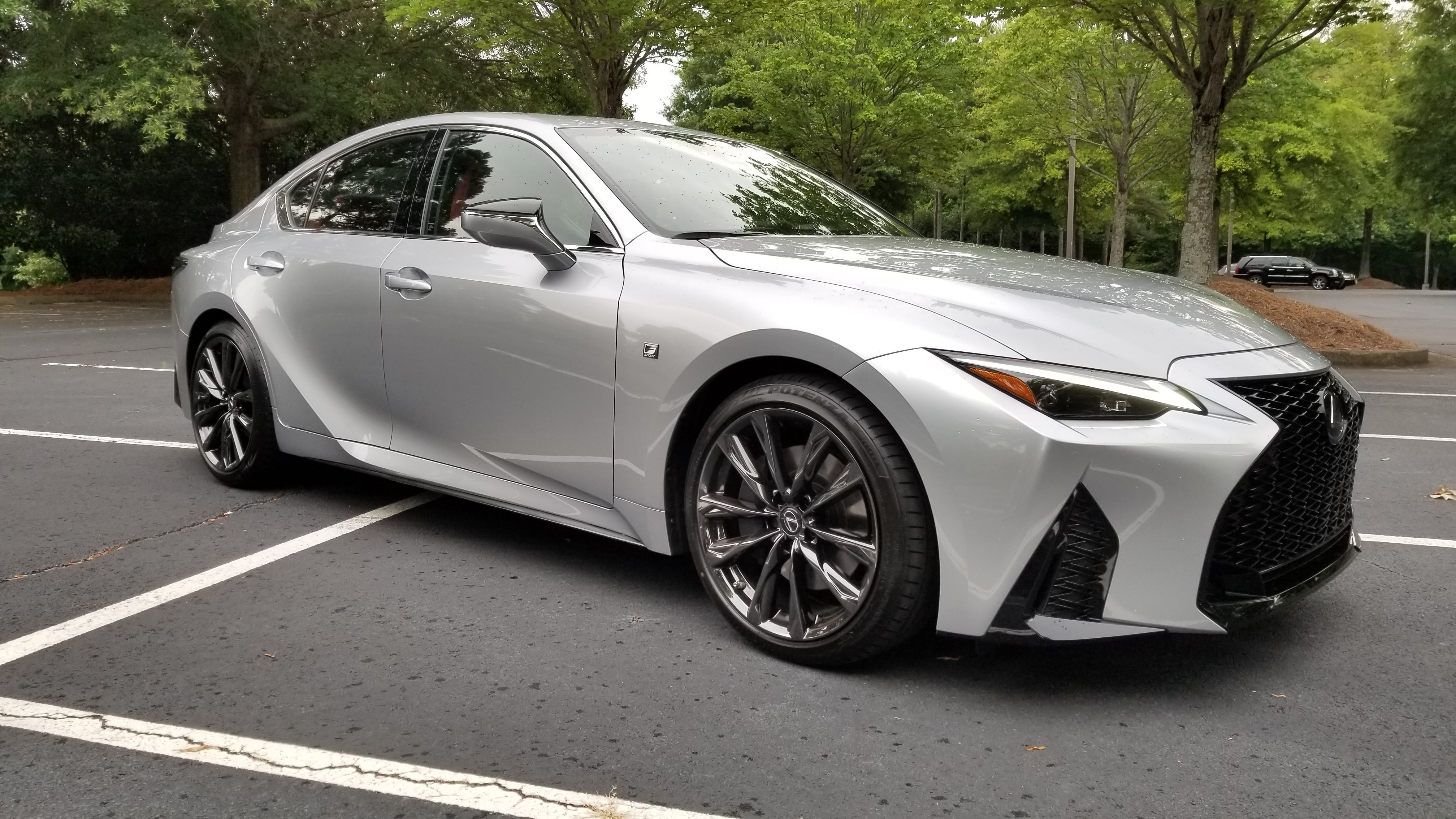
Lexus IS 350 F-Sport del 2021
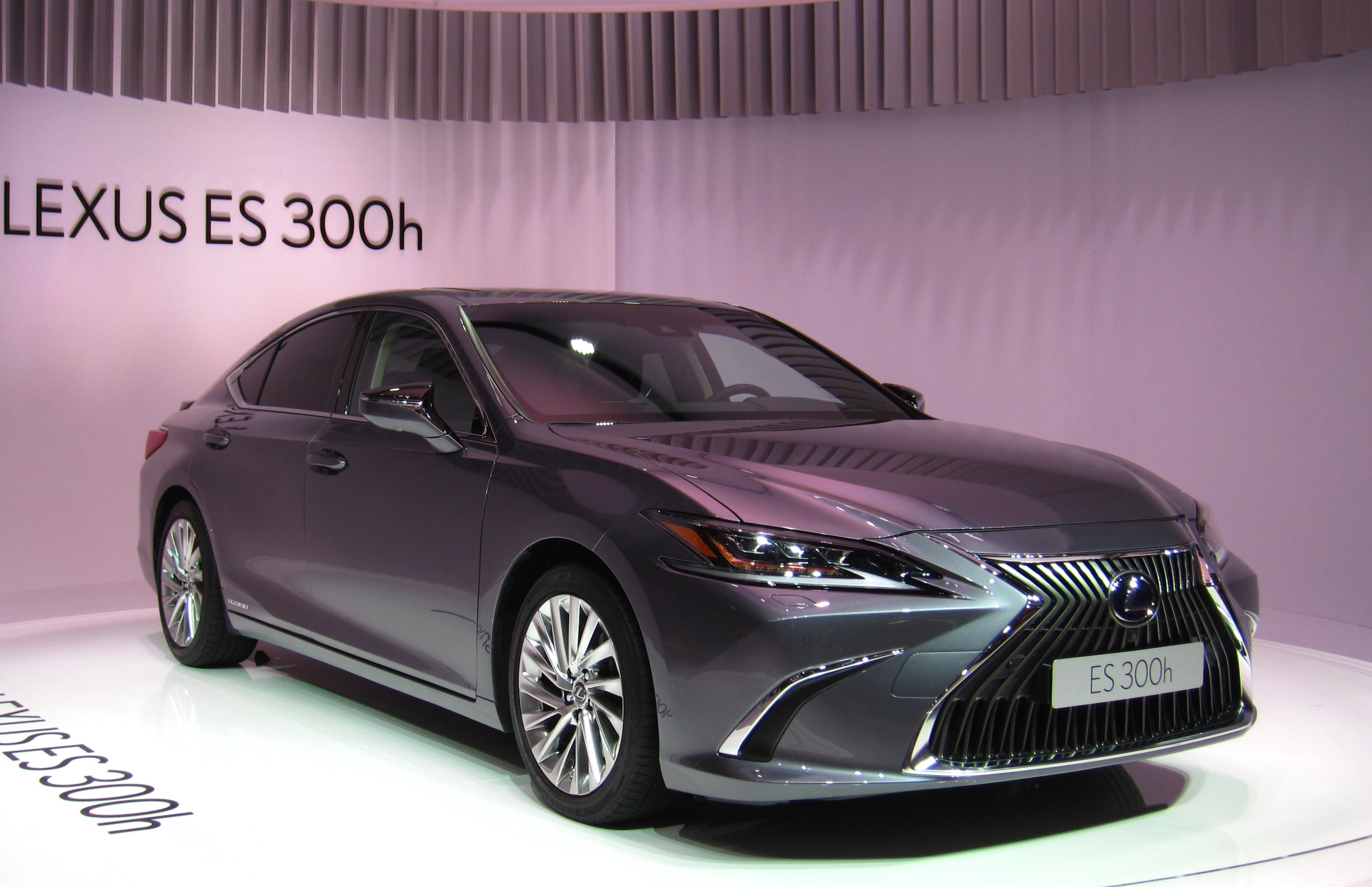
Lexus ES del 2018
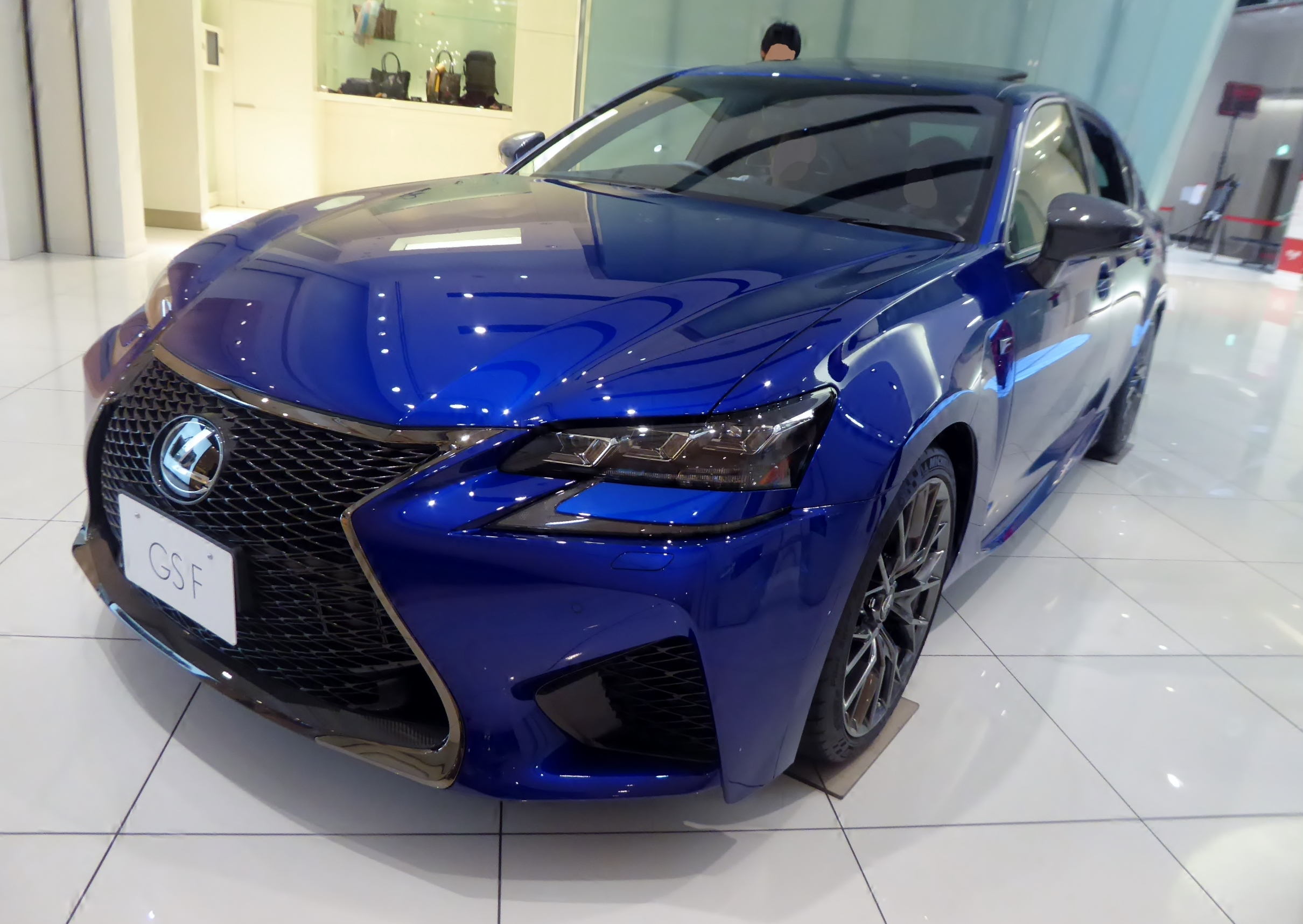
Lexus GS F del 2016
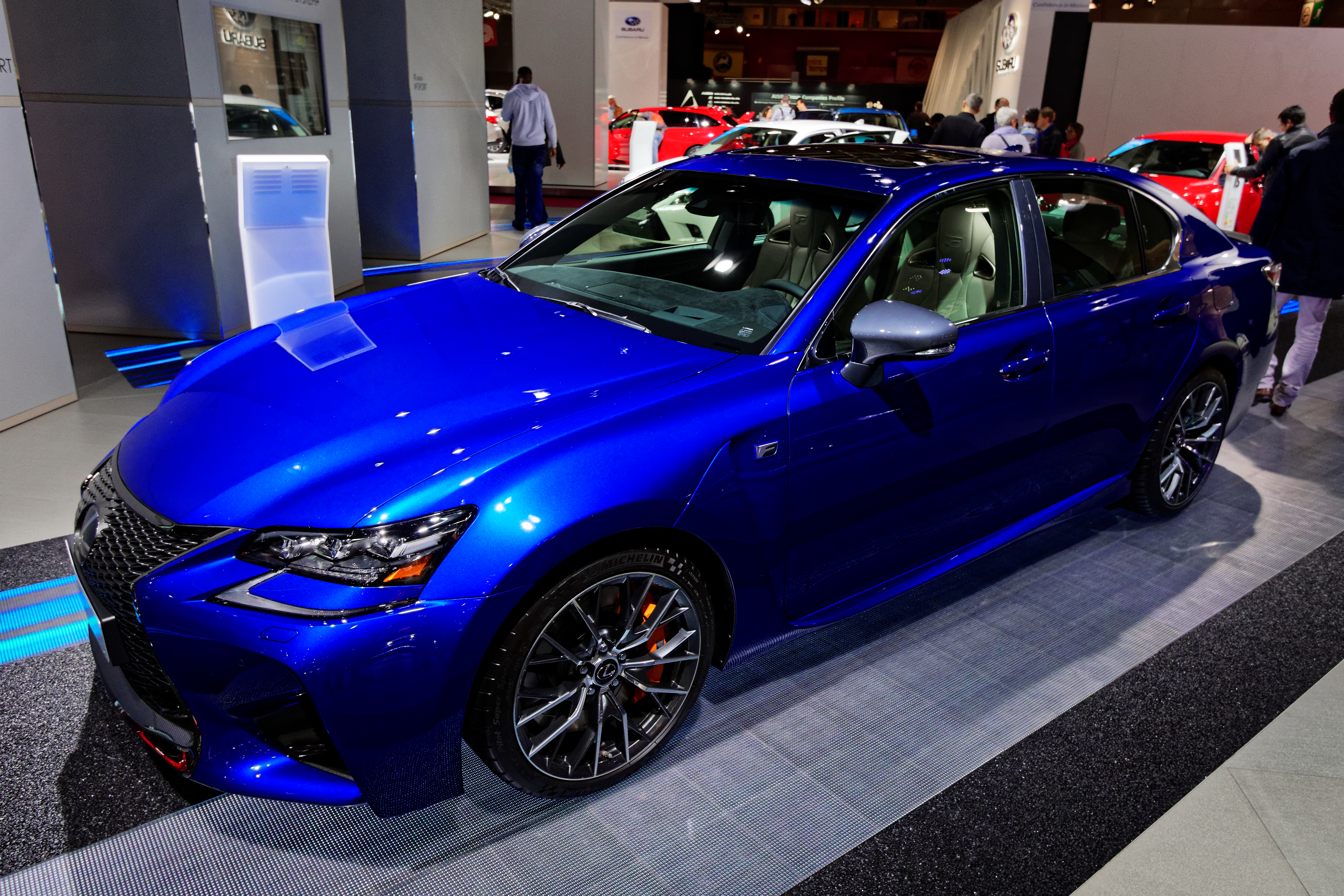
Lexus GS F del 2016
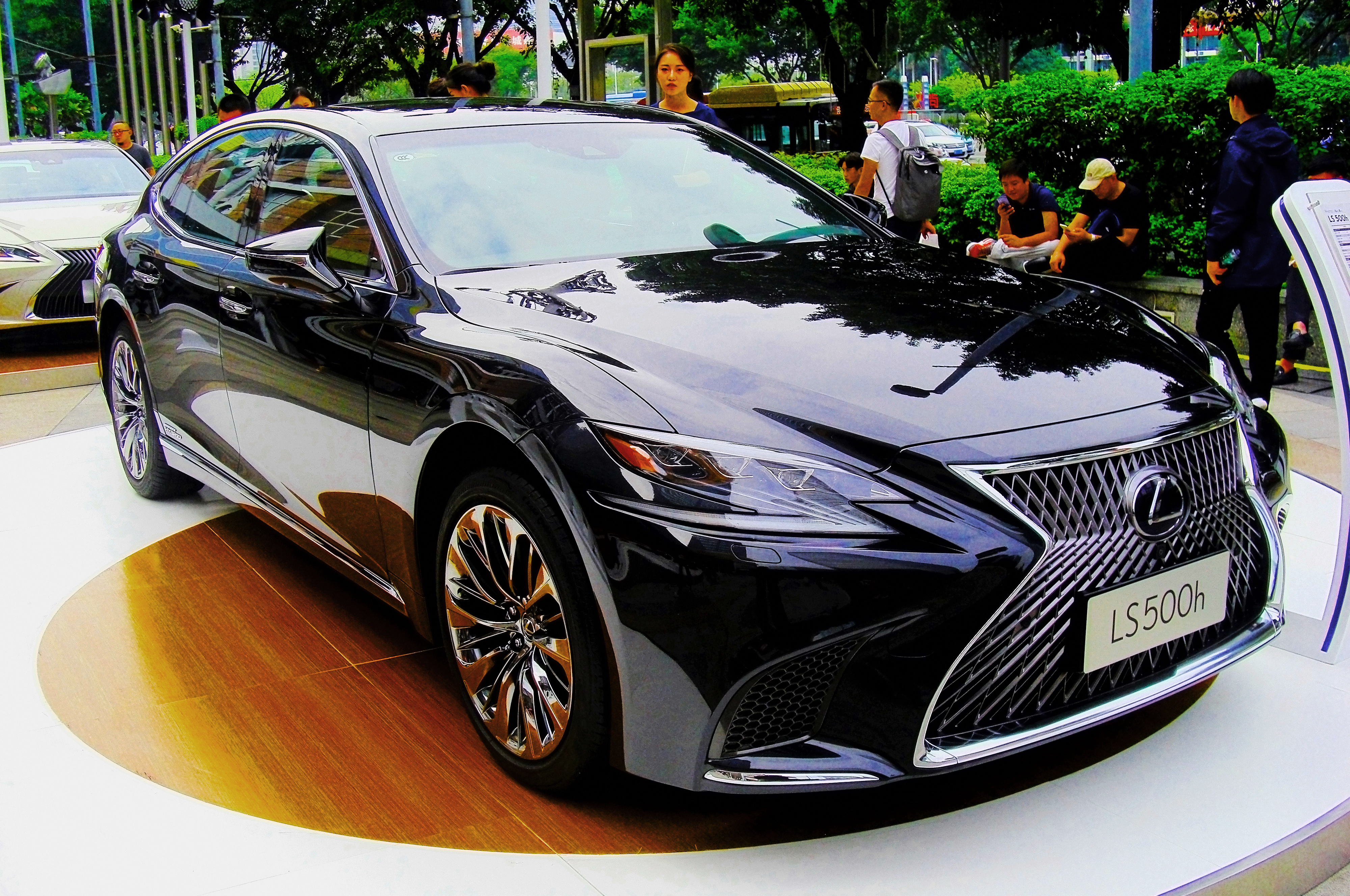
Lexus LS del 2018
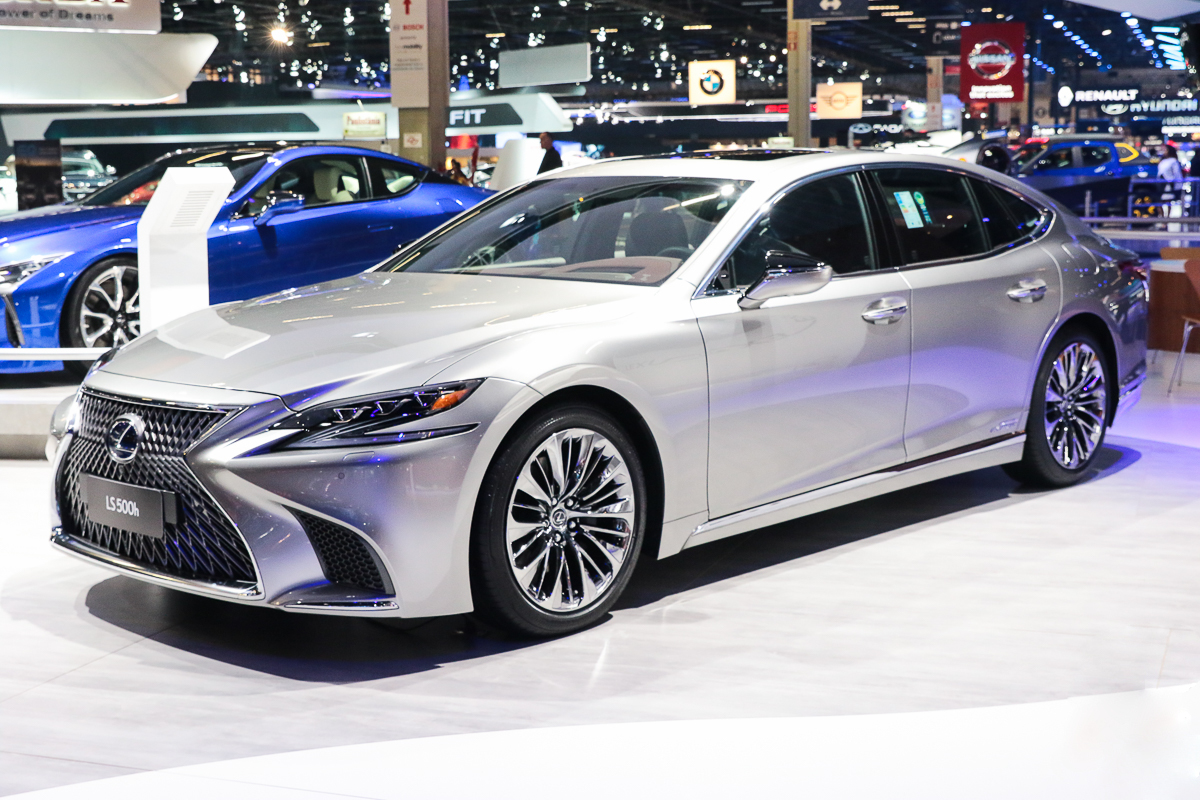
Lexus LS del 2018
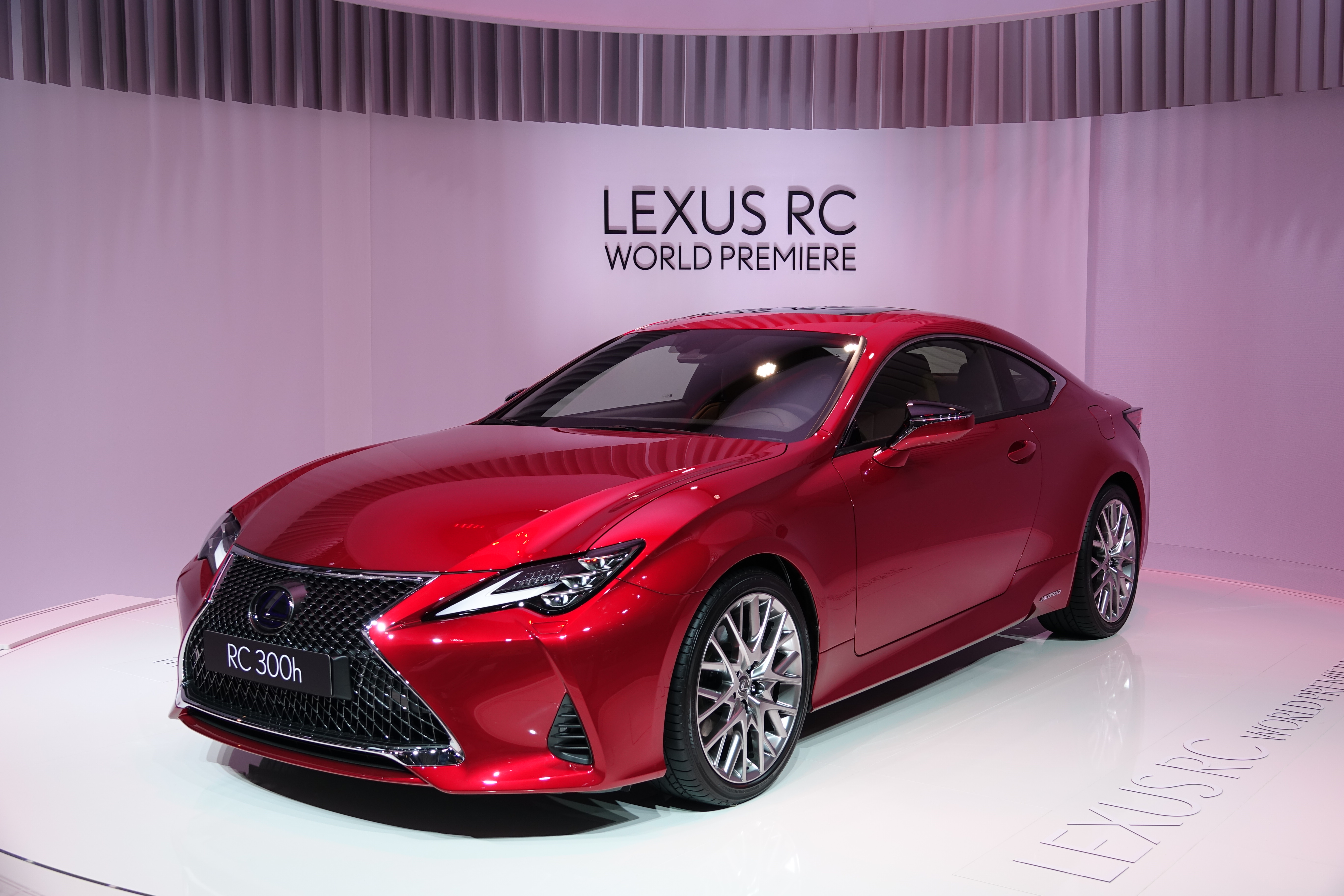
Lexus RC del 2017
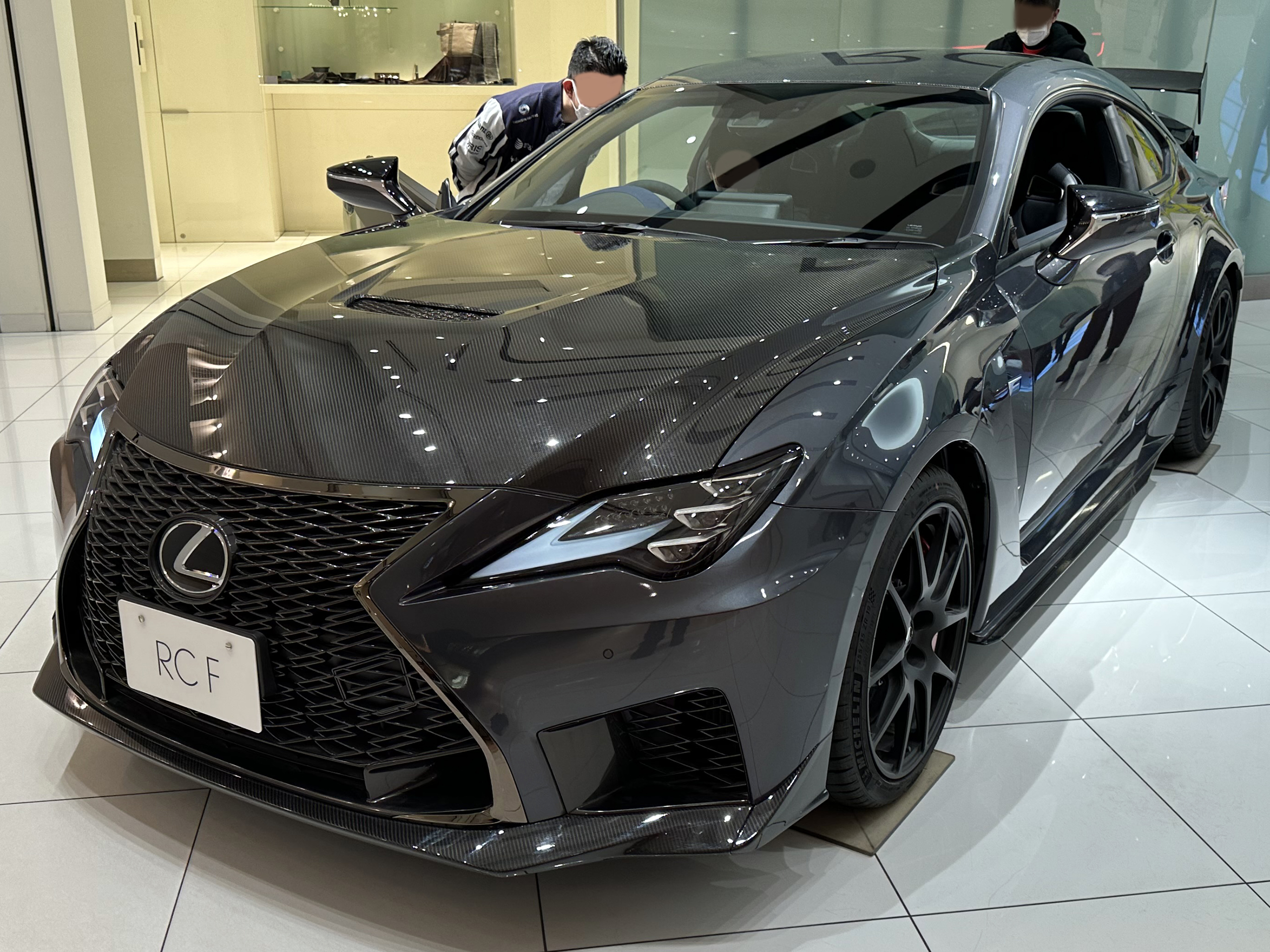
Lexus RC-F del 2023
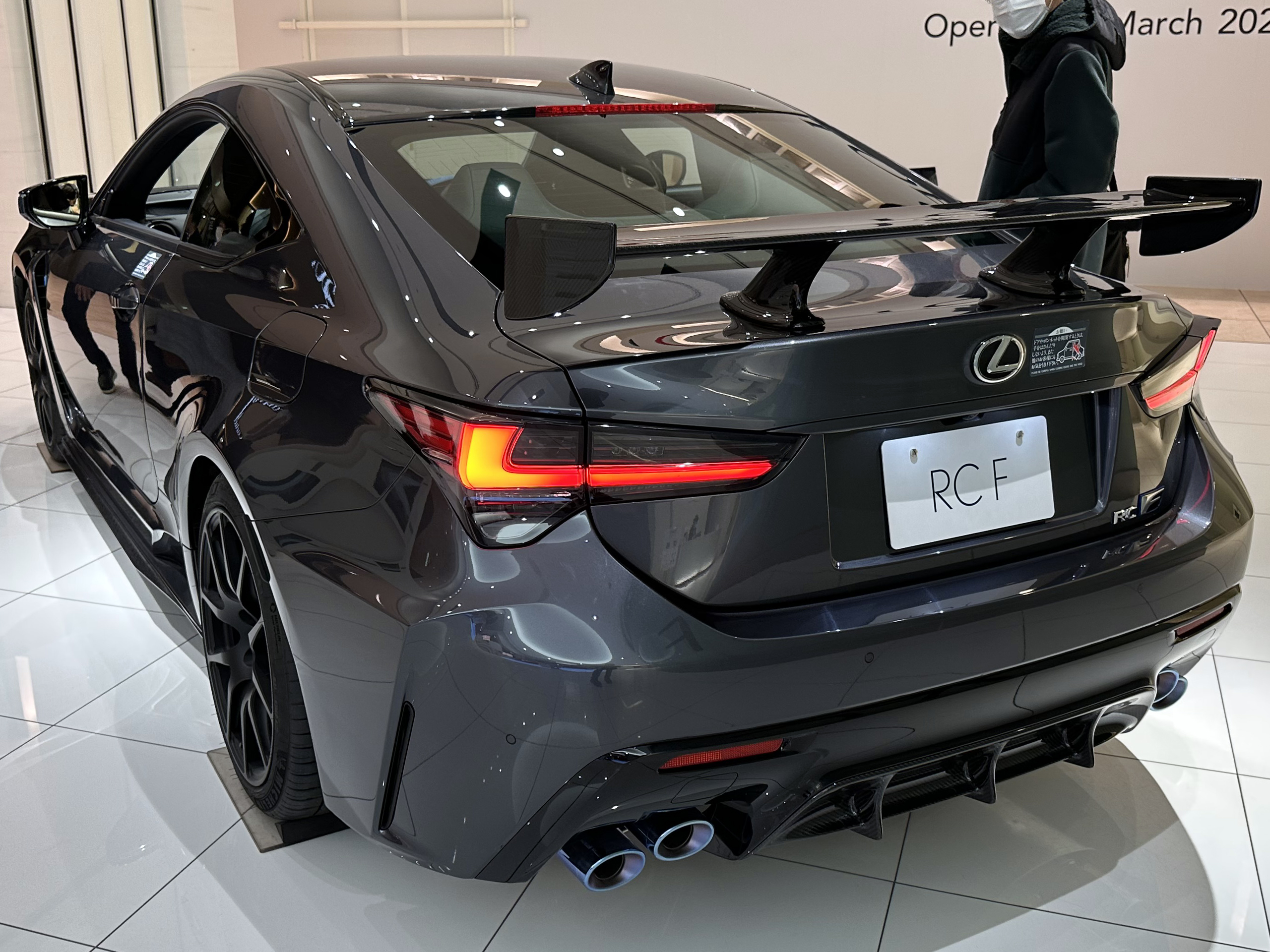
Lexus RC-F del 2023
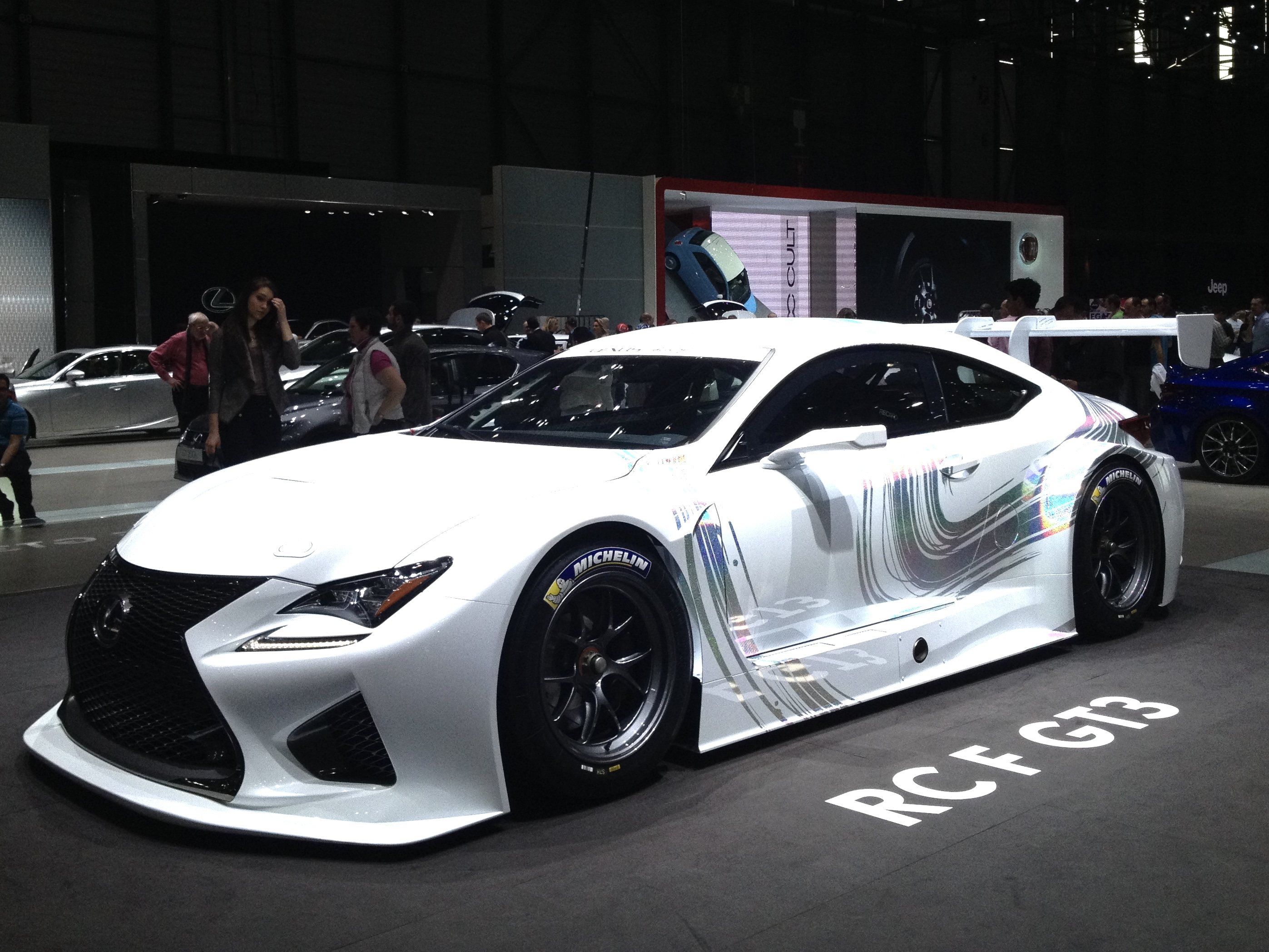
Lexus RC-F GT3
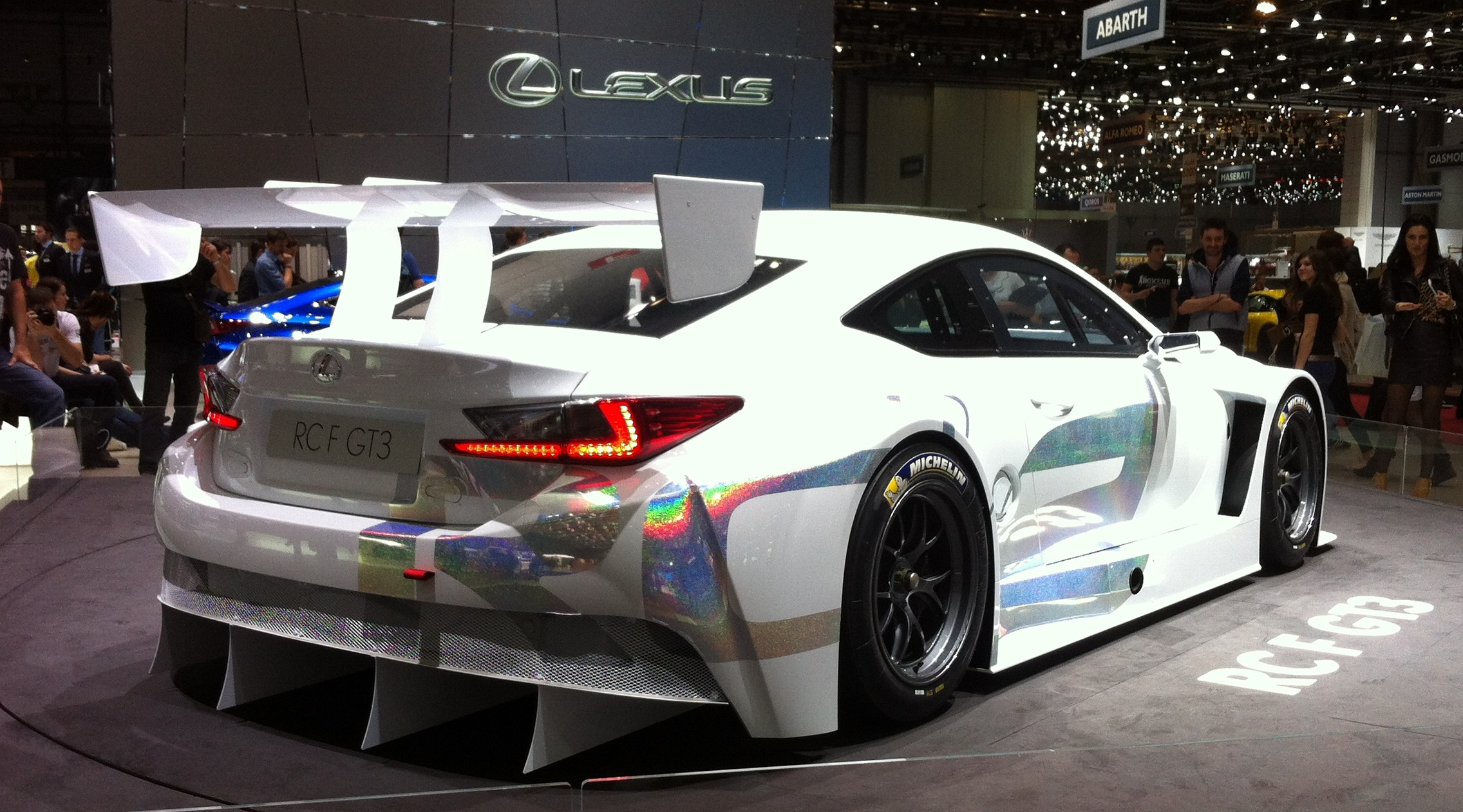
Lexus RC-F GT3
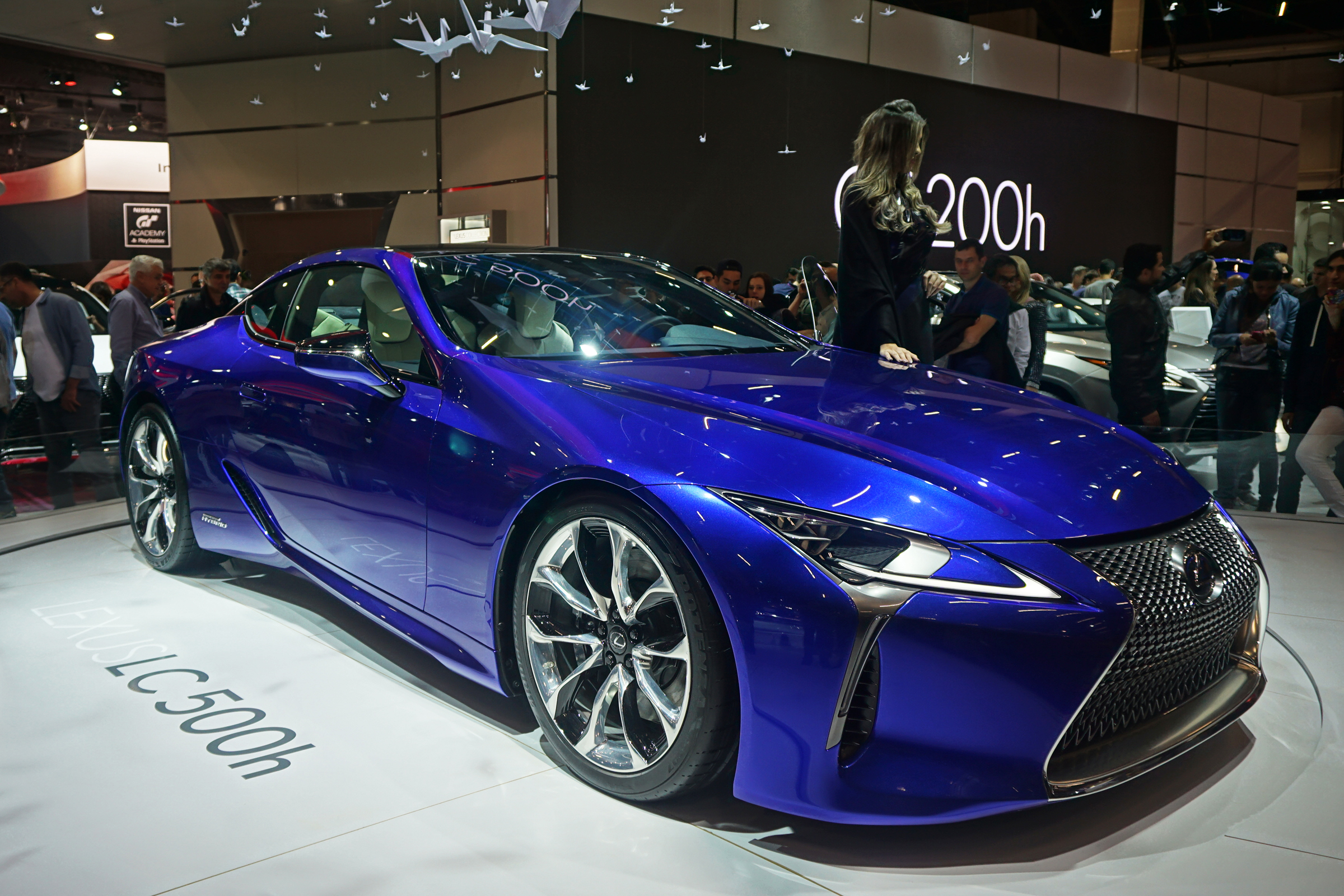
Lexus LC del 2017
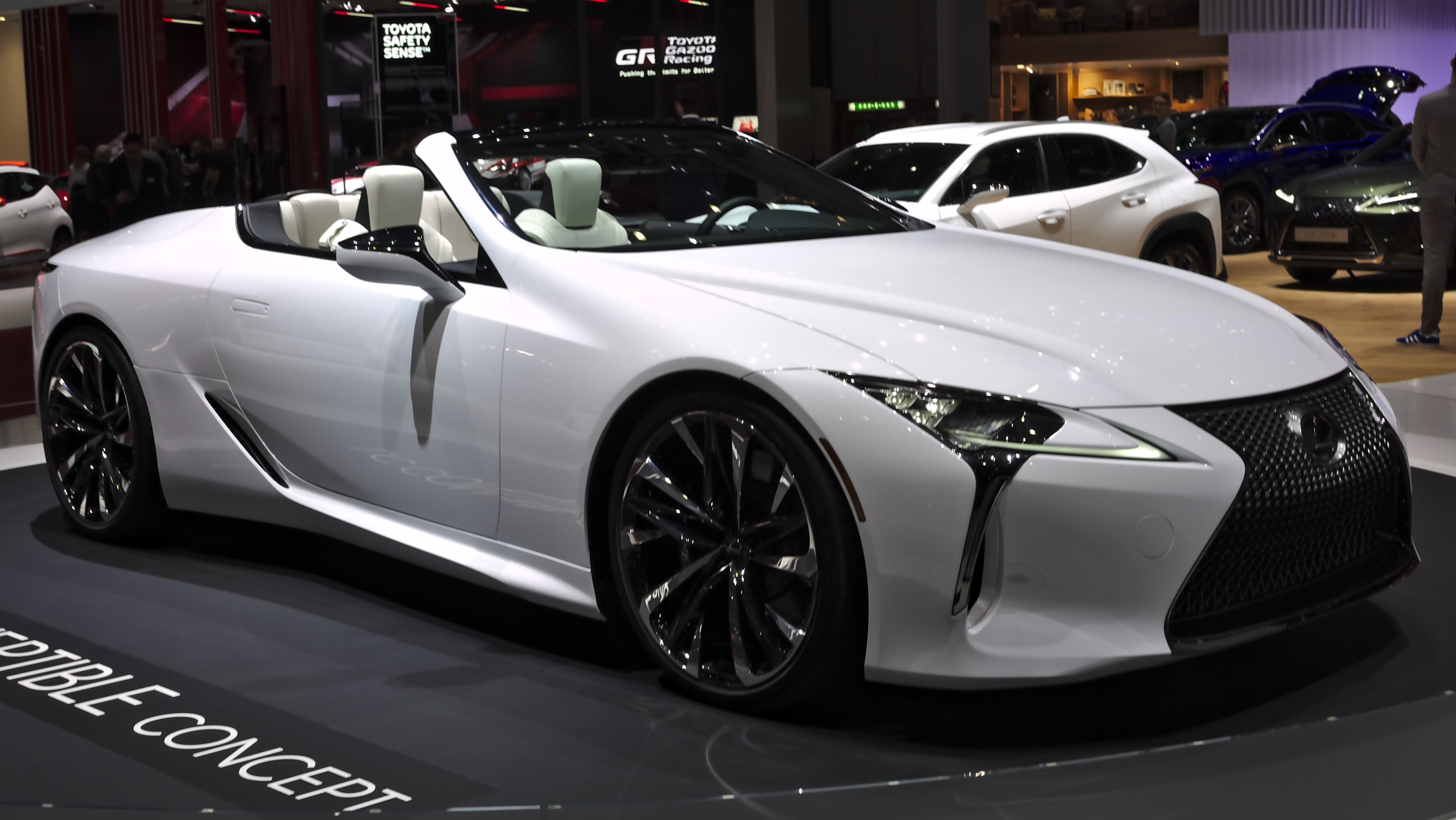
Lexus LC Convertible
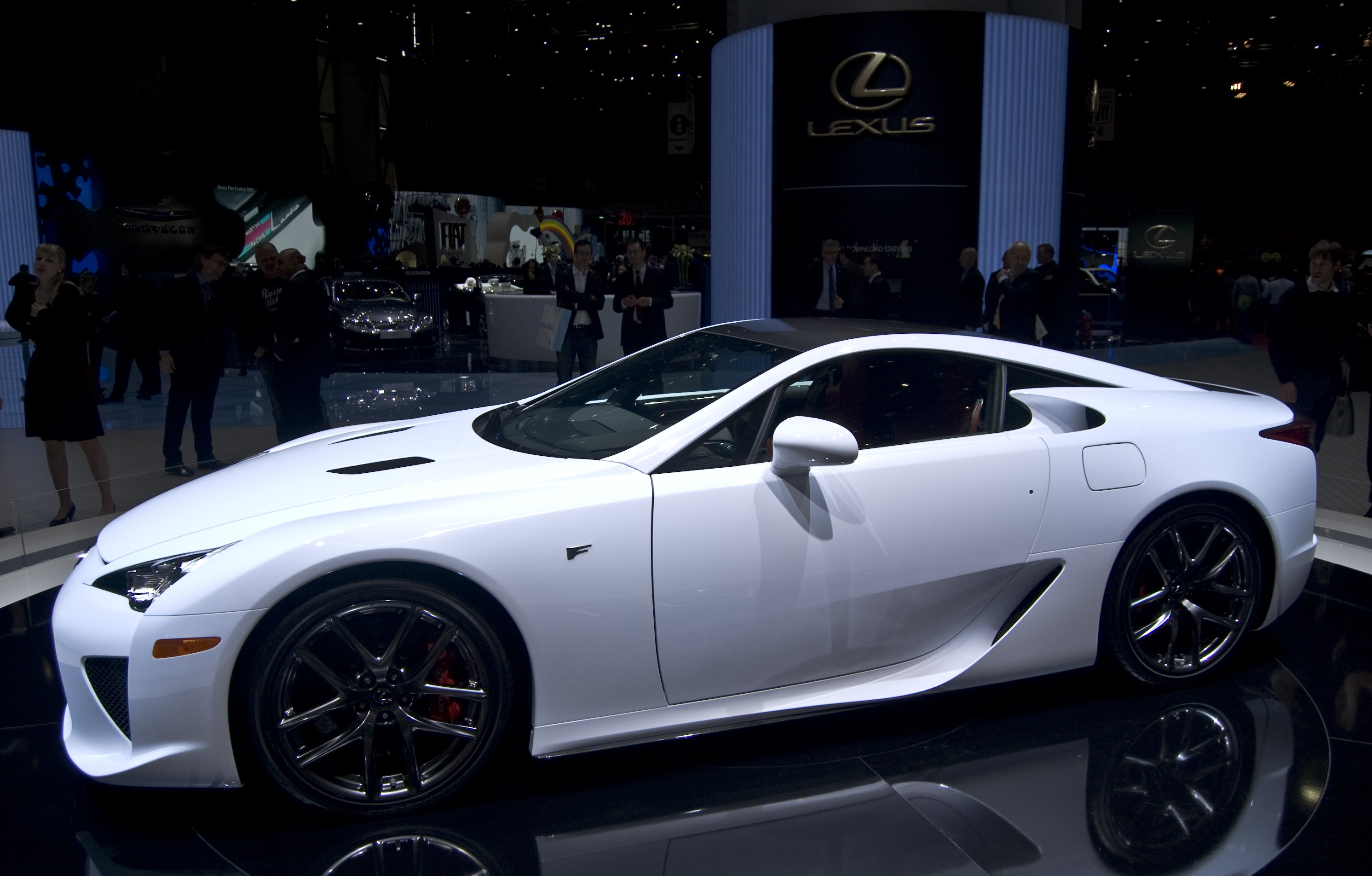
Lexus LFA
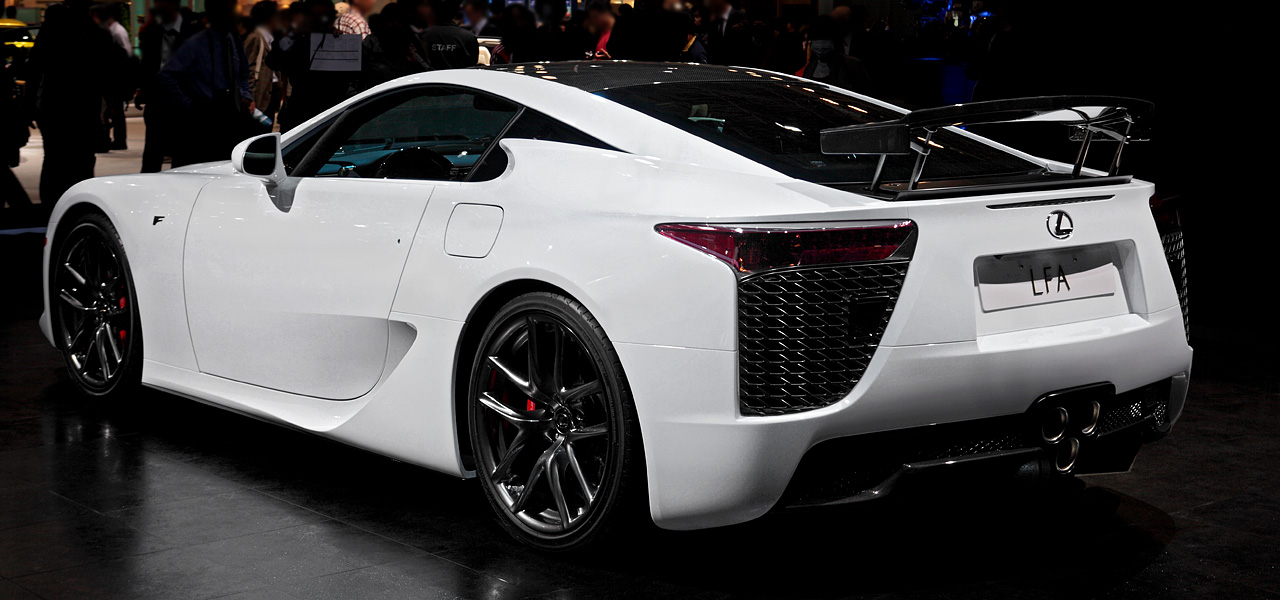
Lexus LFA
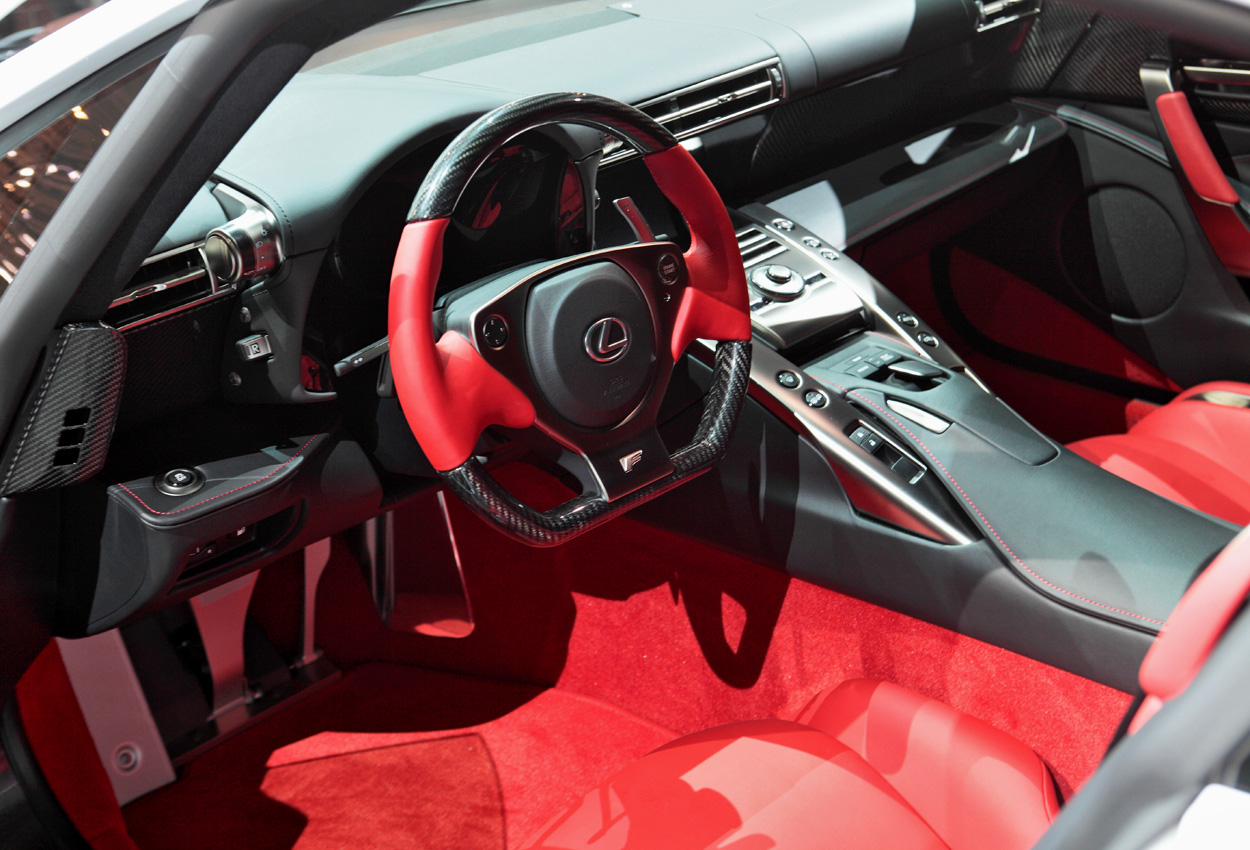
Interni della LFA
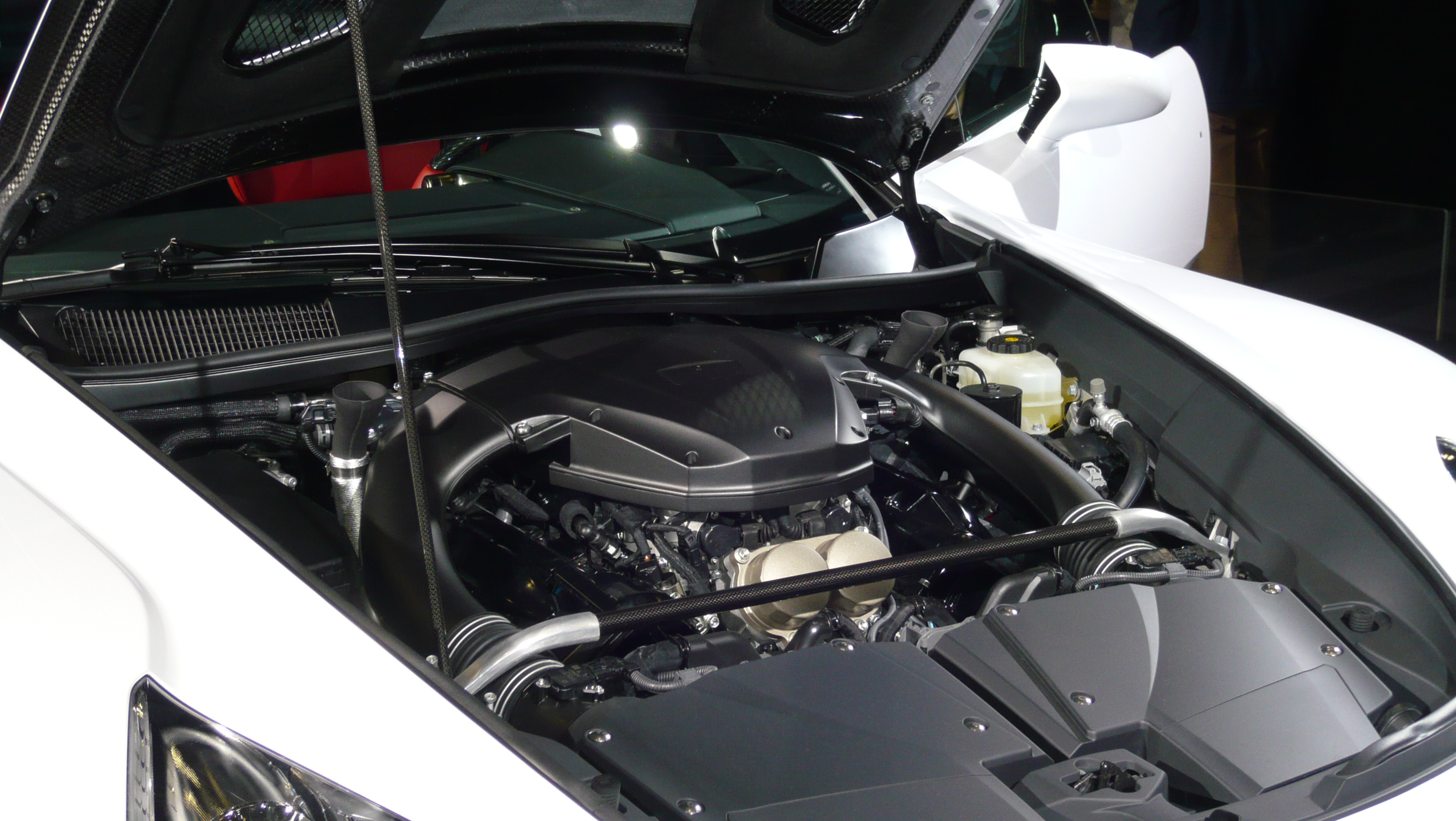
Motore della LFA
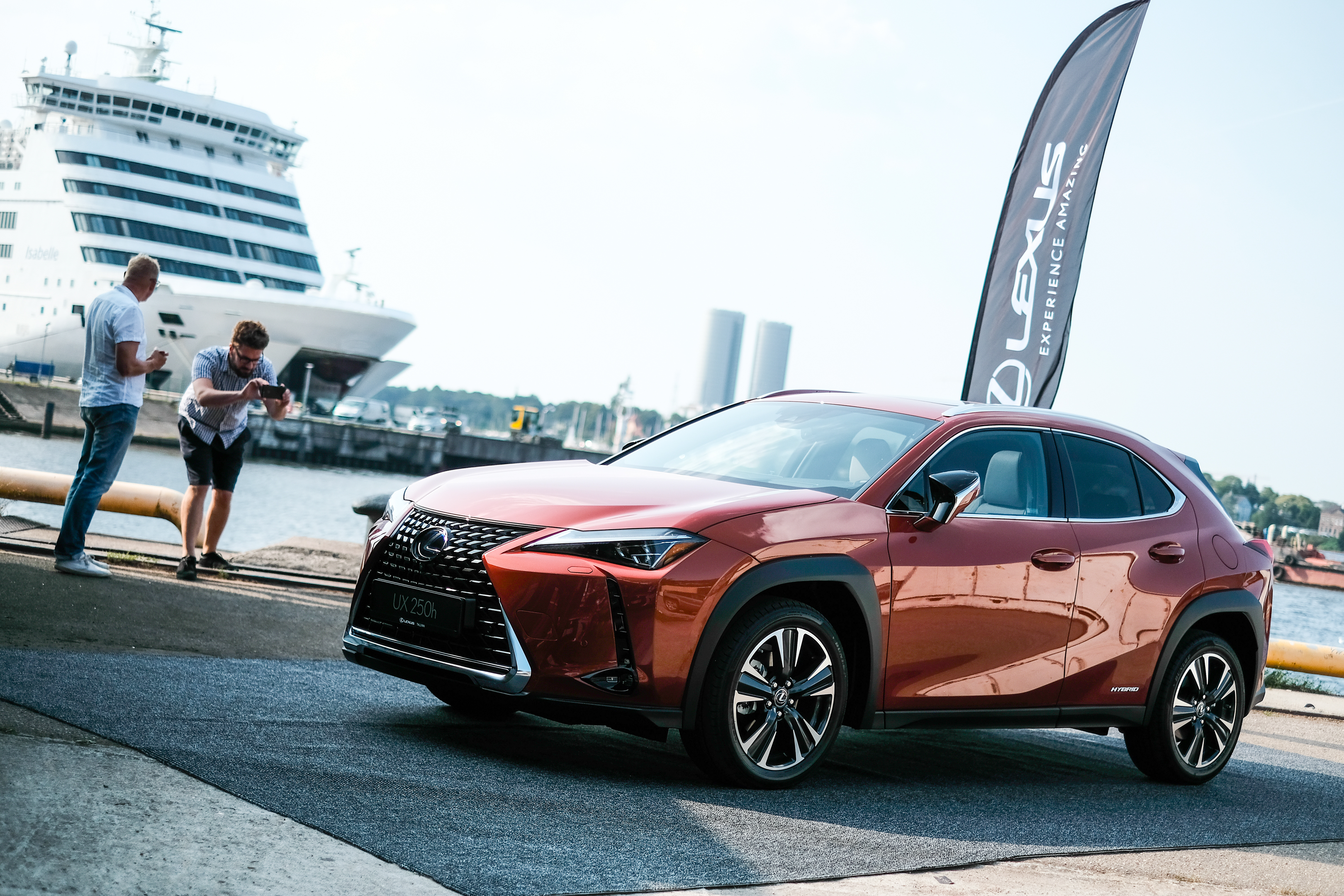
Lexus UX M.Y. 2018
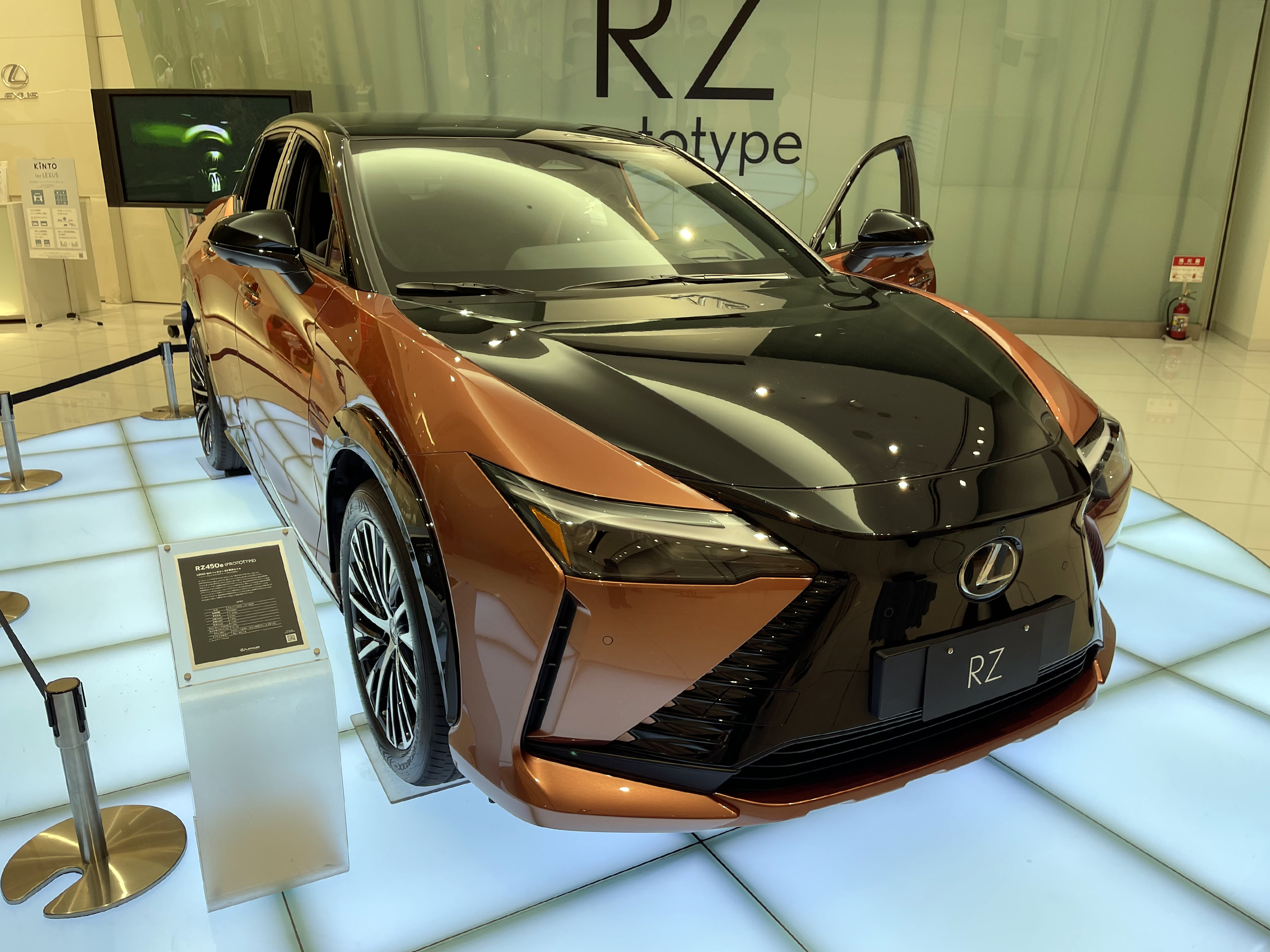
Lexus RZ
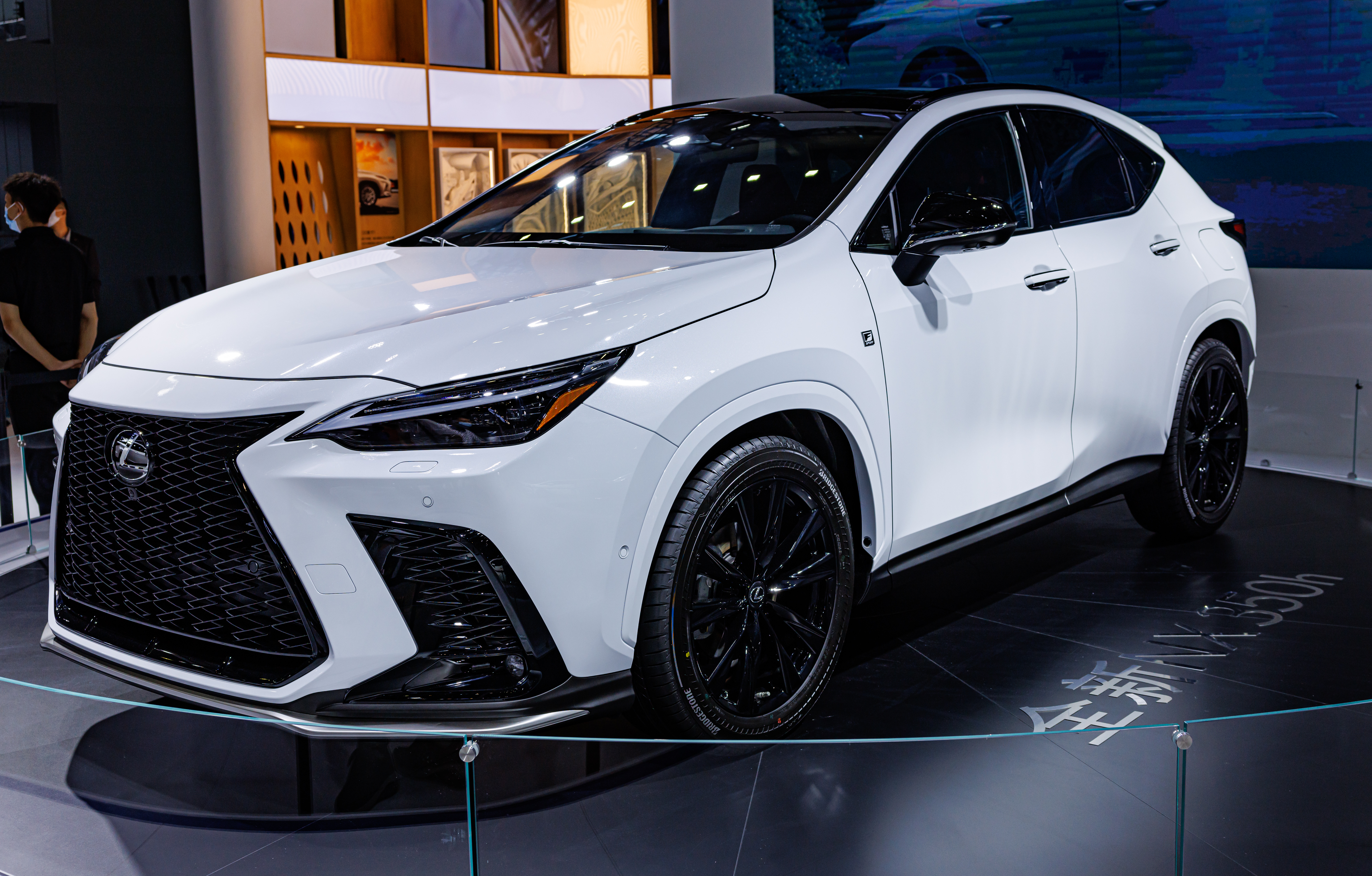
Lexus NX M.Y. 2022
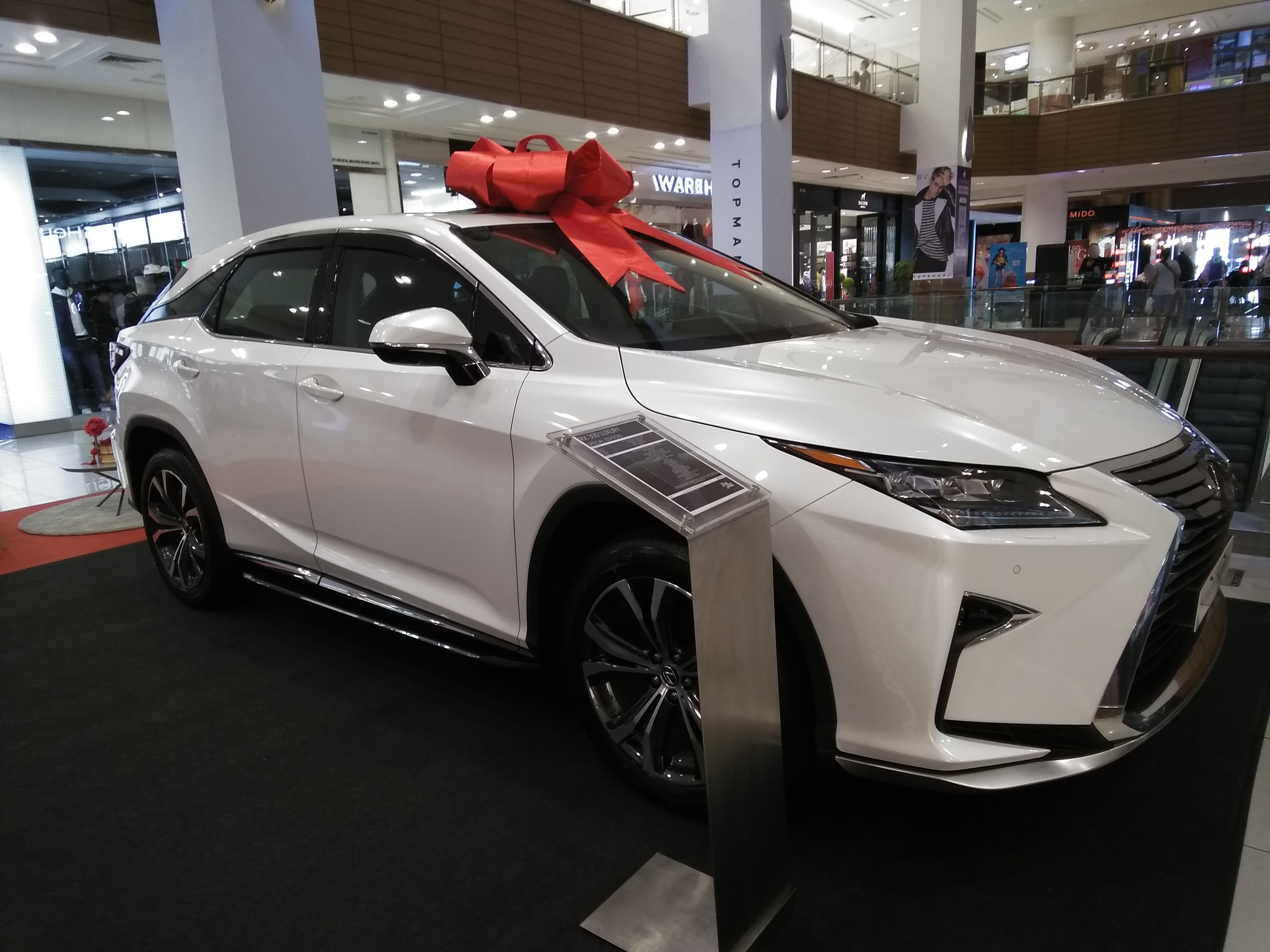
Lexus RX M.Y. 2019
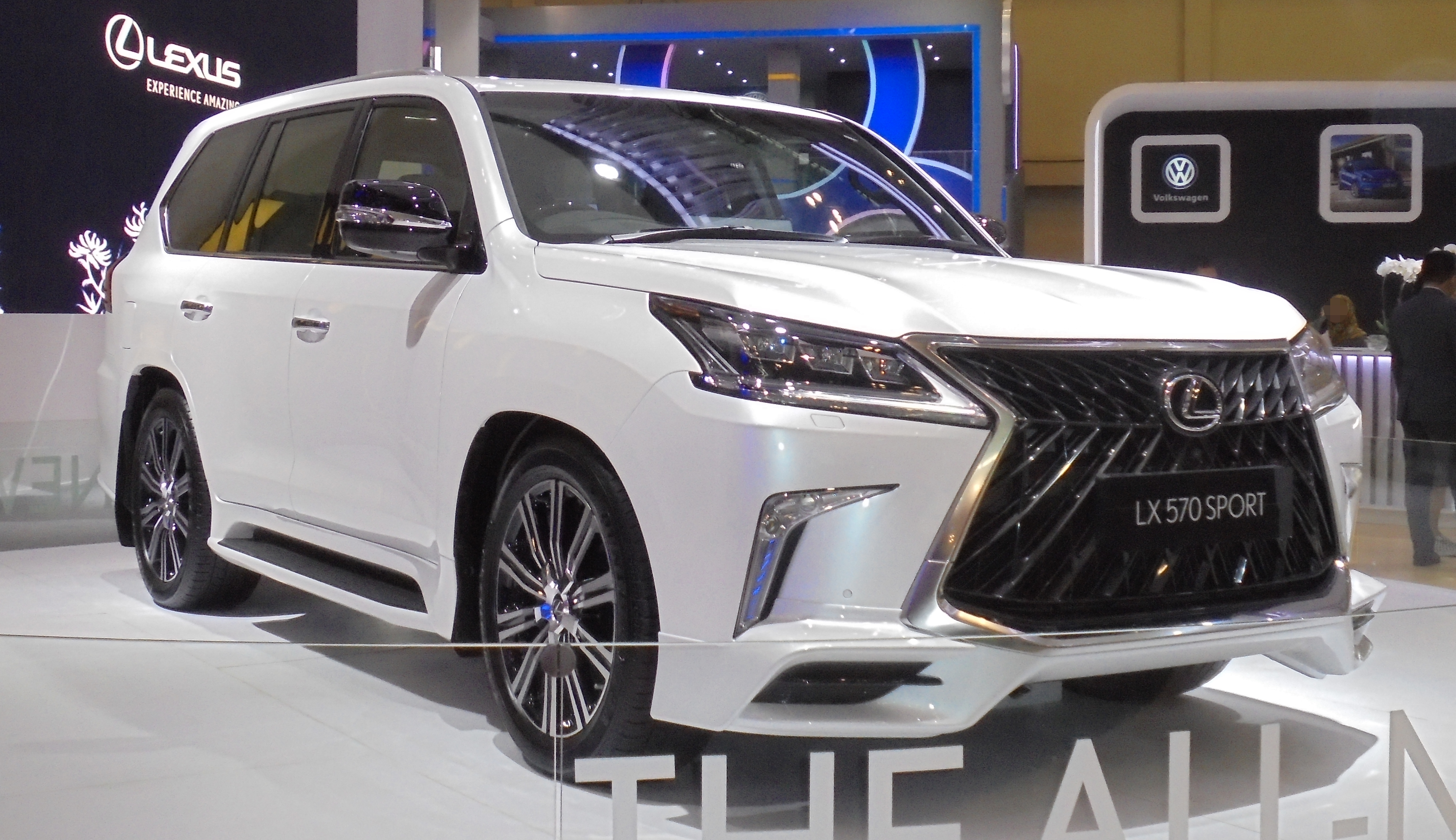
Lexus LX M.Y. 2019
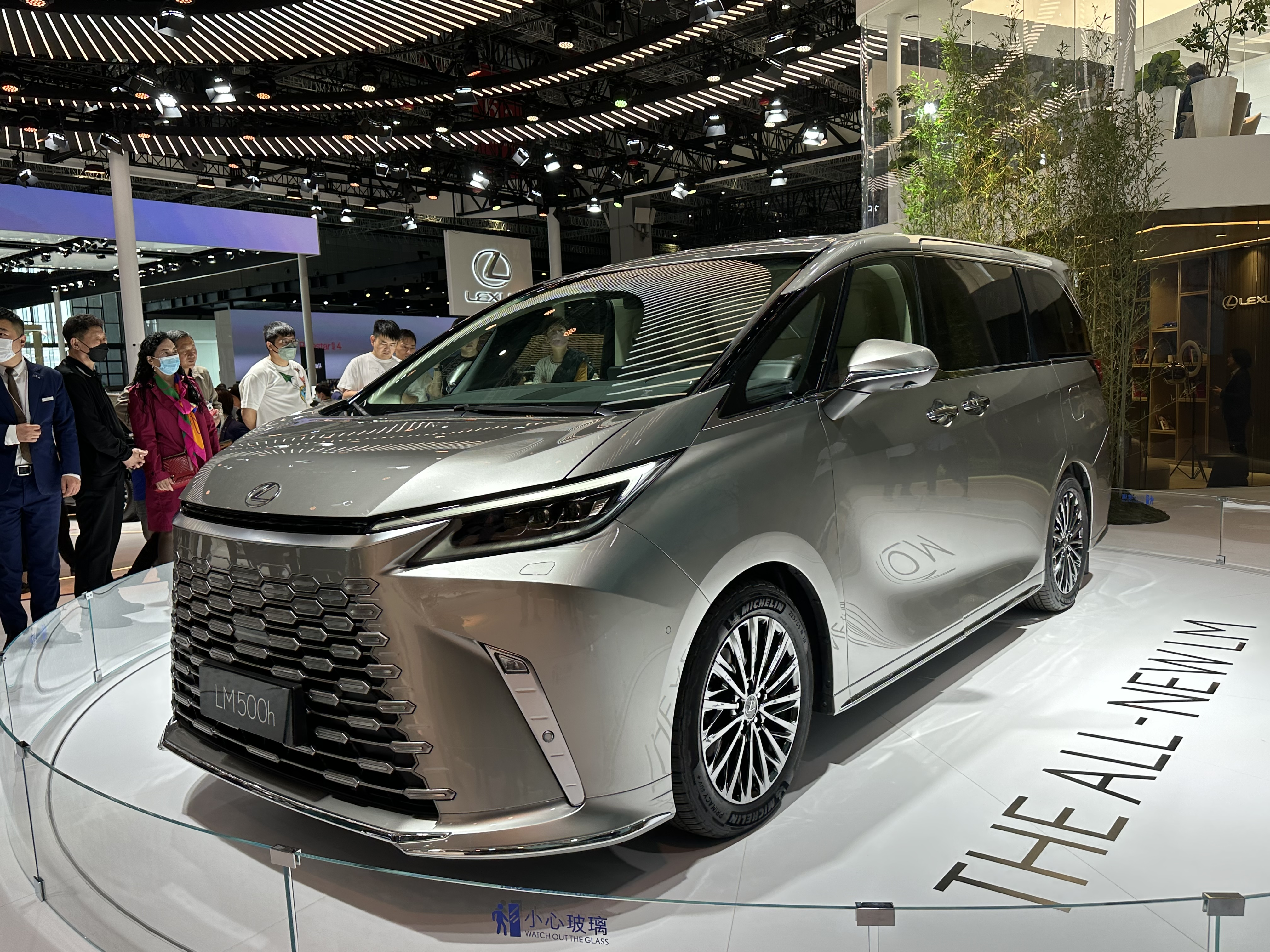
Lexus LM
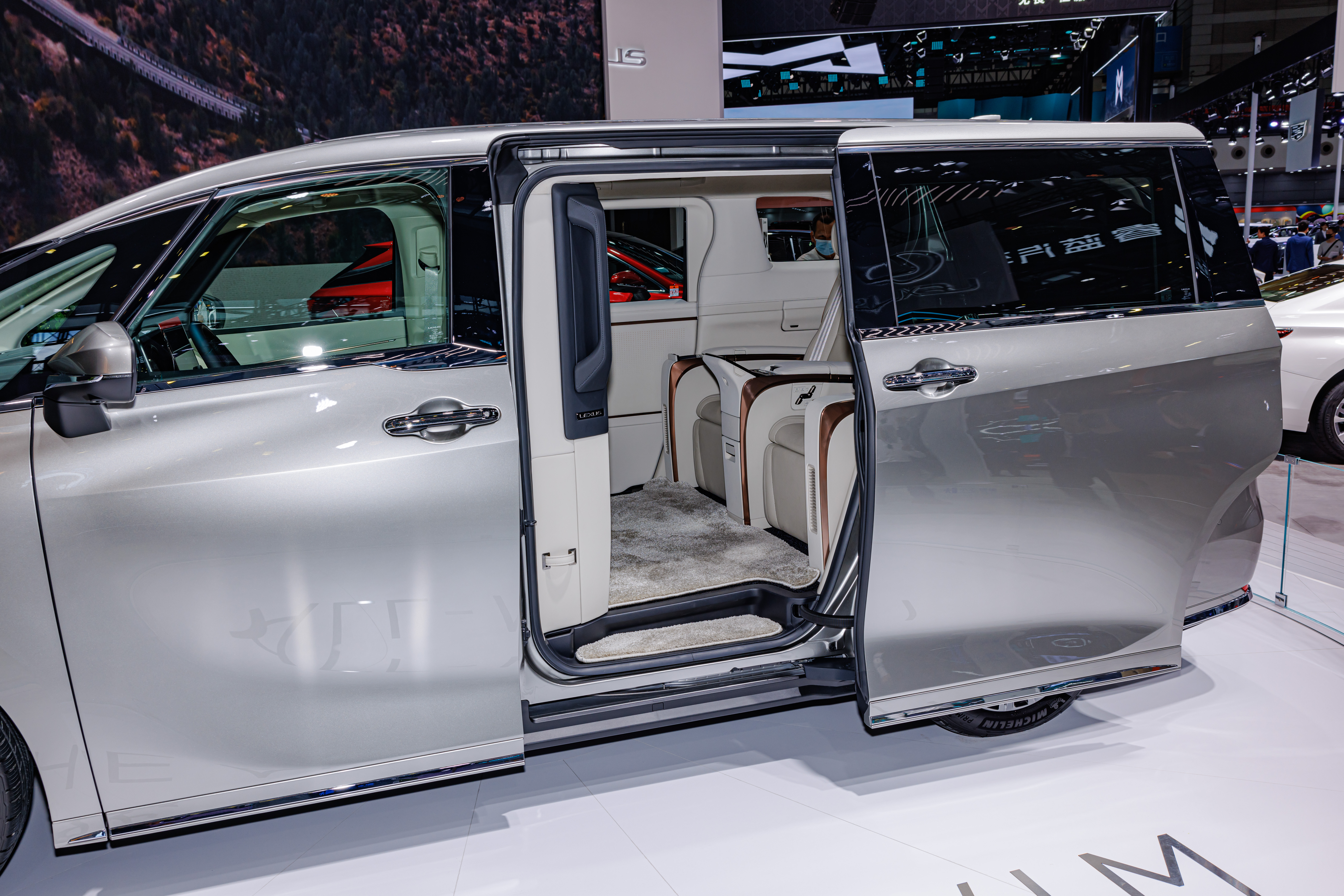
Lexus LM

## Riconoscimenti
- Miglior brand secondo il sondaggio Driver Power 2019 della rivista inglese Auto Express.
- Premio "Reliability Award" 2017, 2018, 2019, 2020, 2021, 2022, 2023 per l'affidabilità dalla rivista inglese What Car? (dall'istituzione del premio ha sempre ottenuto almeno il secondo posto).
- Primo posto nell'affidabilità generale secondo lo studio 2021 di J.D. Power (per la nona volta consecutiva in 10 anni).
- Primo posto nell'affidabilità generale secondo lo studio 2023 e 2024 di J.D. Power.
- Lexus vede premiata la LC 500 Cabriolet come miglior auto di lusso ai premi Women’s World Car of the Year 2021.
- Lexus NX si aggiudica nel 2023, per il secondo anno consecutivo, il premio "Auto Express New Car" nella categoria “Mid-size Premium SUV".
- Lexus è al primo posto tra i marchi premium per la soddisfazione dei clienti USA secondo l'American Customer Satisfaction Index (ACSI) Automobile Study 2022-2023.

## Curiosità

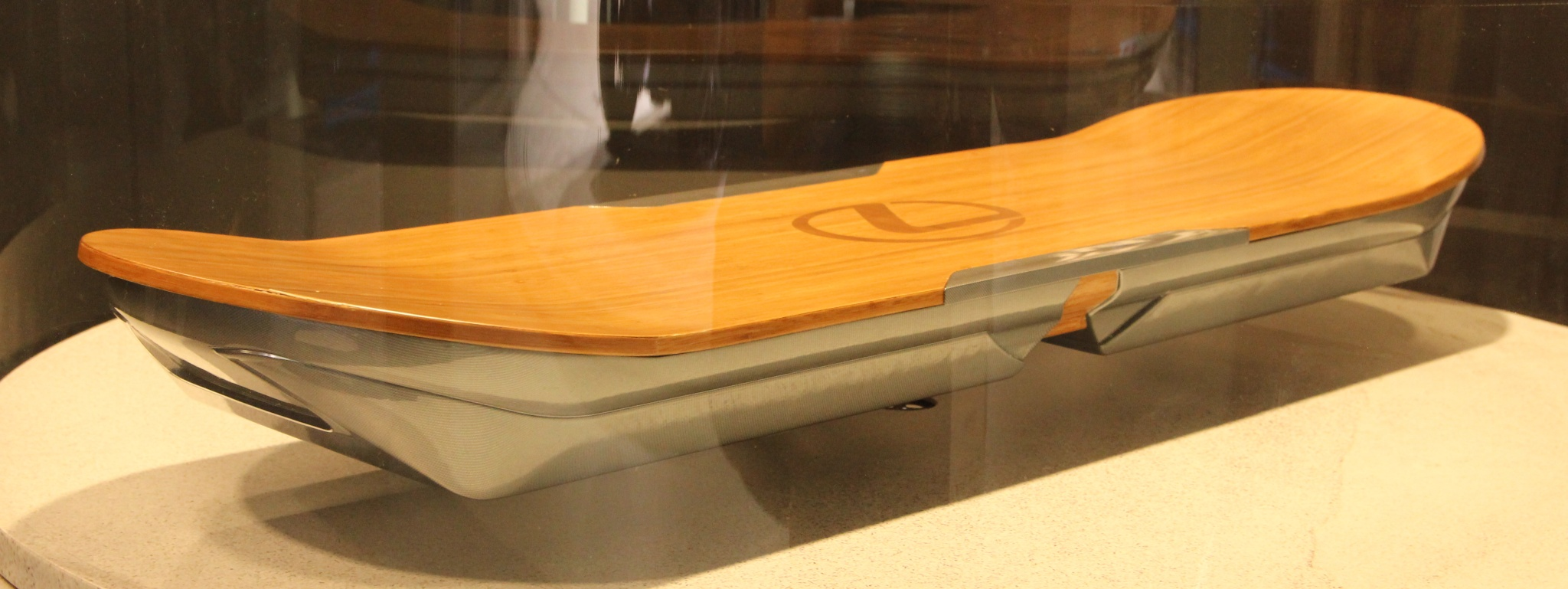
Lexus hoverboard "Slide"

- Il nome Lexus è l'acronimo di Luxury Export United States ma potrebbe derivare dal latino "luxus" (che significa lusso, sfarzo, magnificenza).
- Il 5 agosto del 2015, Lexus ha creato il suo primo hoverboard chiamato “Slide”.
- I candidati a diventare maestri Takumi vengono sottoposti a un particolare test per valutare esclusivamente la destrezza manuale: devono ricreare perfettamente, in meno di 90 secondi, un origami con una sola mano, quella non dominante.
- Nel 2021 dalla partnership di Lexus e Camp Zero, l'Active Luxury Resort a 5 stelle di Champoluc (Valle d'Aosta), è nata Casa Lexus: per far vivere agli ospiti un'esperienza unica sulla base dell'ospitalità giapponese "Omotenashi".